# Pictura istorică

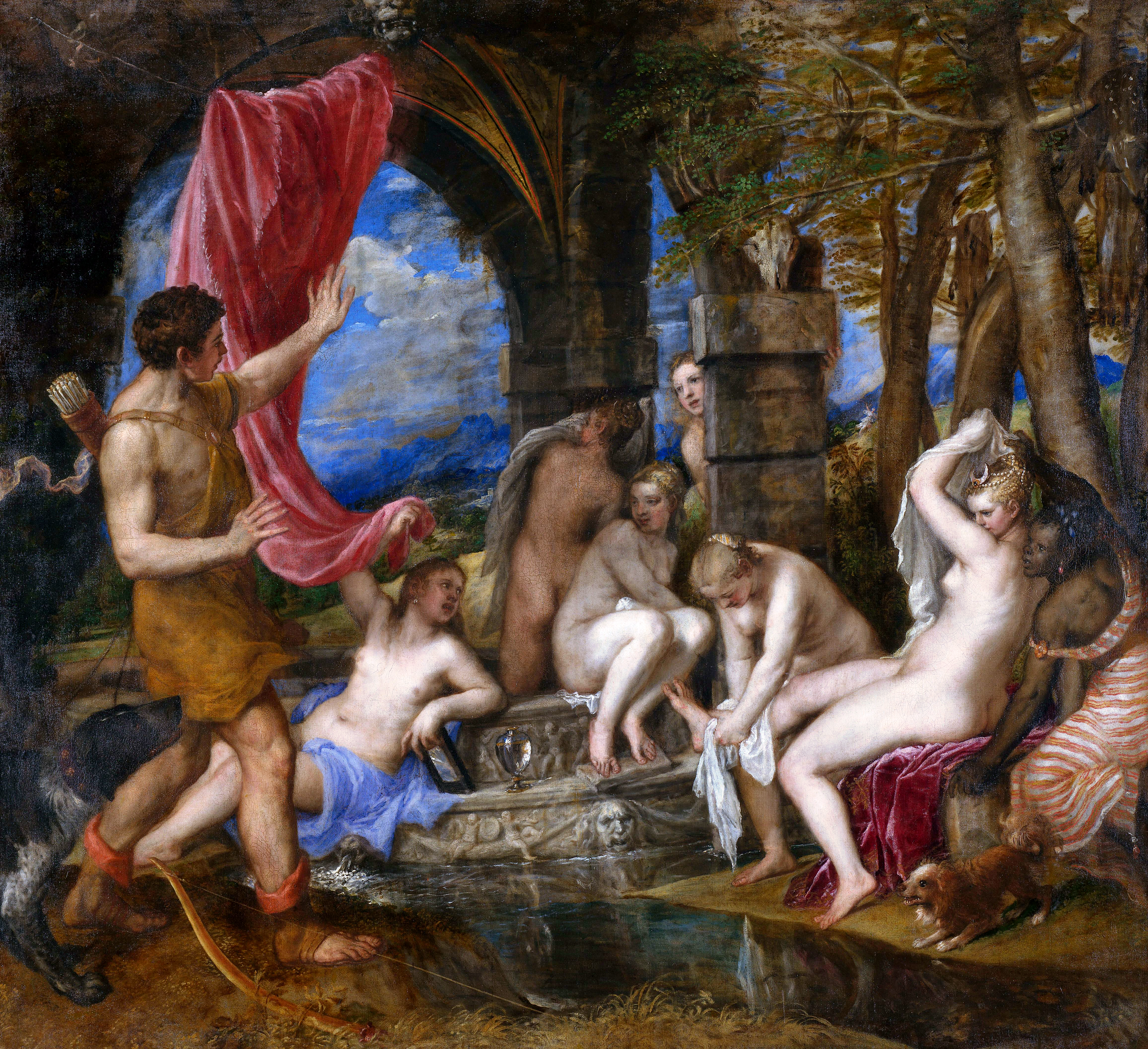
Diana şi Acteon, Titian,1556-1559 – un tablou istoric clasic, înfățișând un moment dramatic dintr-un mit, cu elemente de pictură figurativă, de peisaj și natură statică.

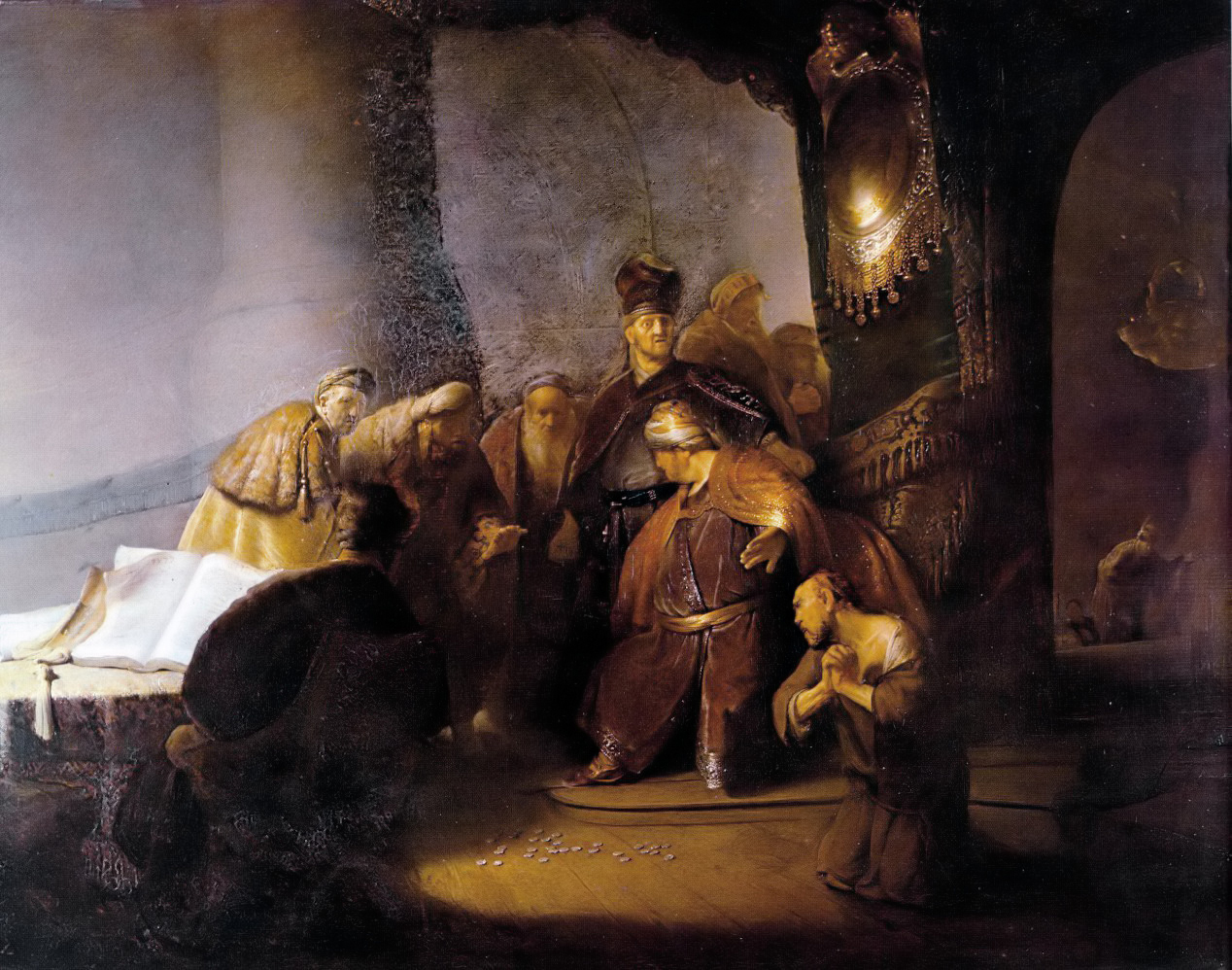
Iuda înapoiază cele treizeci de monede de argint de Rembrandt, 1629

Pictura istorică este o ramură a picturii definită mai degrabă prin subiectul său, decât prin stilul artistic. De cele mai multe ori, în picturile istorice se preferă ilustrarea unei scene dintr-o narațiune, decât a un subiect specific și static, ca într-un portret. Termenul este derivat din sensurile mai generale ale cuvântului historia din latină și italiană, fiind tradus drept „poveste” sau „narațiune” și înseamnă de fapt „pictura unei povești”. Majoritatea tablourilor istorice nu reprezintă scene din istorie, în special picturile de până la 1850. 
În engleza modernă, termenul pictură din istorie (historical painting) este uneori utilizat, în sens restrâns, pentru a descrie reprezentarea scenelor istorice (în special pentru arta secolului al XIX-lea), dar nu și a subiectelor religioase, mitologice și alegorice, acestea fiind incluse în sensul general al termenului pictură istorică (history painting) și reprezentând subiectele cel mai frecvent utilizate în tablourile istorice înainte de secolul al XIX-lea. 
În tablourile istorice se regăsește aproape întotdeauna un număr mare de figuri umane și în general este ilustrată o scenă dintr-o narațiune. Acest tip de pictură include scene din narațiuni religioase, în special Viața lui Hristos, scene din mitologie, precum și scene alegorice .  O perioadă îndelungată au fost preferate aceste subiecte; astfel, creații precum plafonul Capelei Sixtine al lui Michelangelo sunt picturi istorice, la fel ca cele mai mari tablouri înainte de secolul al XIX-lea. Termenul include picturile mari în ulei pe pânză sau frescele realizate între Renaștere și sfârșitul secolului al XIX-lea, perioadă după care termenul, cu sensul său general, nu este folosit nici pentru numeroasele lucrări care încă respectă definția de bază. 
Termenul de pictură istorică poate fi folosit cu același sens  ca și pictură din istorie, așa cum a și fost folosit mai ales înainte de secolul XX.  Însă pentru a le deosebi, pictura din istorie este ilustrarea scenelor din istoria laică, indiferent dacă este vorba despre scene specifice sau generale. În secolul al XIX-lea, pictura din istorie a devenit un gen distinct. În fraze precum „materiale de pictură istorice”, „istorice” înseamnă folosite înainte de 1900 sau mult mai devreme. 

## Renume

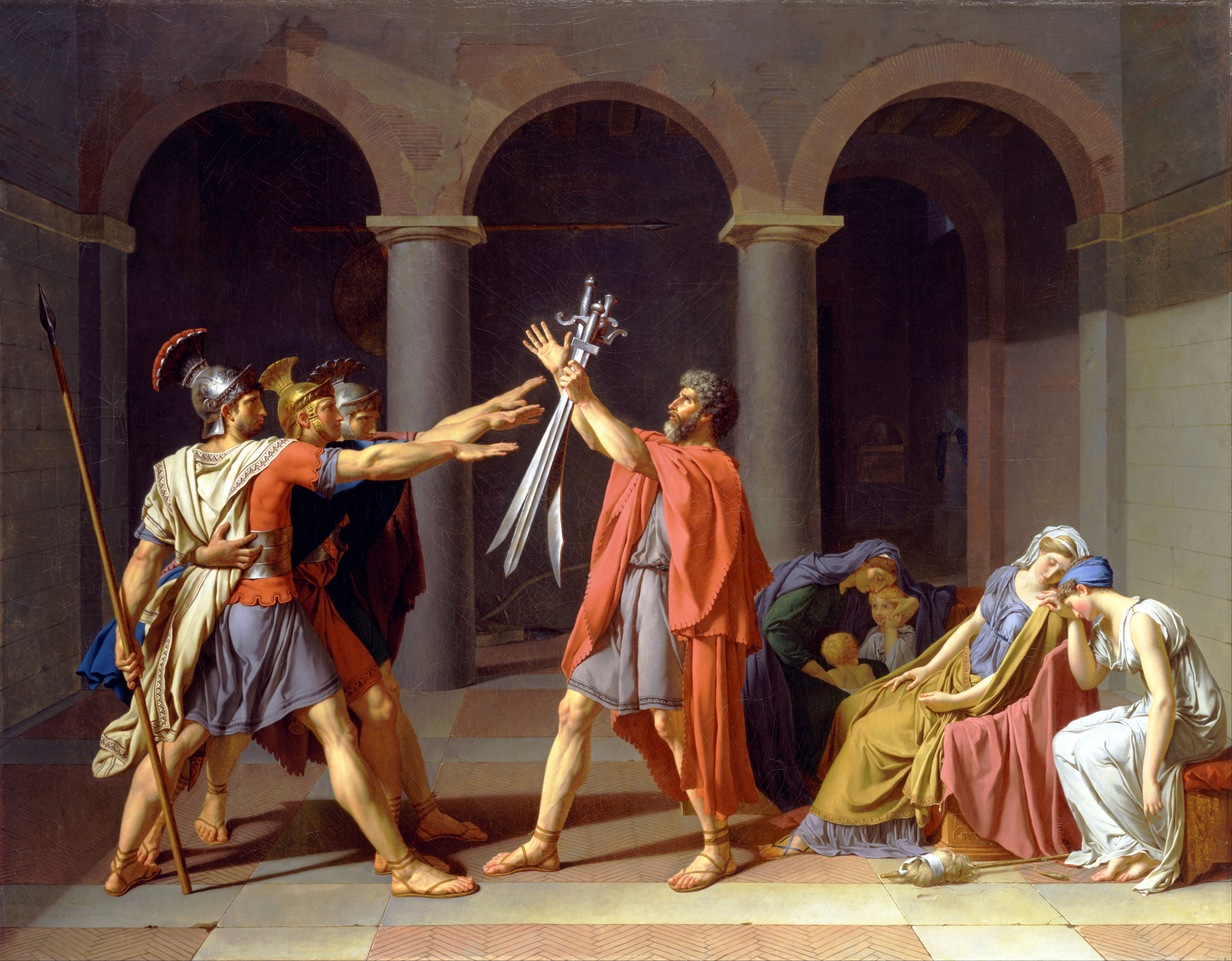
Jurământul Horaţiilor, Jacques-Louis David, 1786, cu o scenă din Antichitate.

Tablourile istorice au fost considerate în mod normal drept expresia cea mai înaltă a picturii occidentale, ocupând cel mai prestigios loc în ierarhia genurilor, fiind de asemenea considerate drept echivalentul epicului în literatură. În De Pictura din 1436, Leon Battista Alberti susținea că pictura istorică cu mai multe figuri era cea mai nobilă formă a artei, fiind cea mai dificilă, deoarece impunea stăpânirea tuturor celorlalte genuri, fiind o modalitate de a călători prin istorie și având cel mai mare potențial de a emoționa privitorul. El a pus accent pe capacitatea de a înfățișa interacțiunile dintre figuri prin gesturi și expresii. 
Această viziune a rămas una comună până în secolul al XIX-lea, când mișcările artistice au început să lupte împotriva înființării școlilor Academismului, care au păstrat această viziune. În același timp, din ultima parte a secolului al XVIII-lea a existat un mare interes pentru a înfățișa sub forma picturilor istorice momente dramatice din istoria recentă sau contemporană, care pentru o lungă perioadă au fost limitate în mare parte la scene de luptă și scene de capitulare oficială și altele asemenea. Scenele din Antichitate fuseseră populare în timpul Renașterii timpurii și au devenit din nou des întâlnite în perioadele barocului și rococo-ului, și cu atât mai mult odată cu apariția neoclasicismului. În unele contexte ale secolului al XIX-lea sau al XX-lea, termenul poate face referire mai degrabă la tablourile cu scene din istoria laică, decât la cele cu scene din scrieri religioase, din literatură sau mitologie. 

## Evoluție

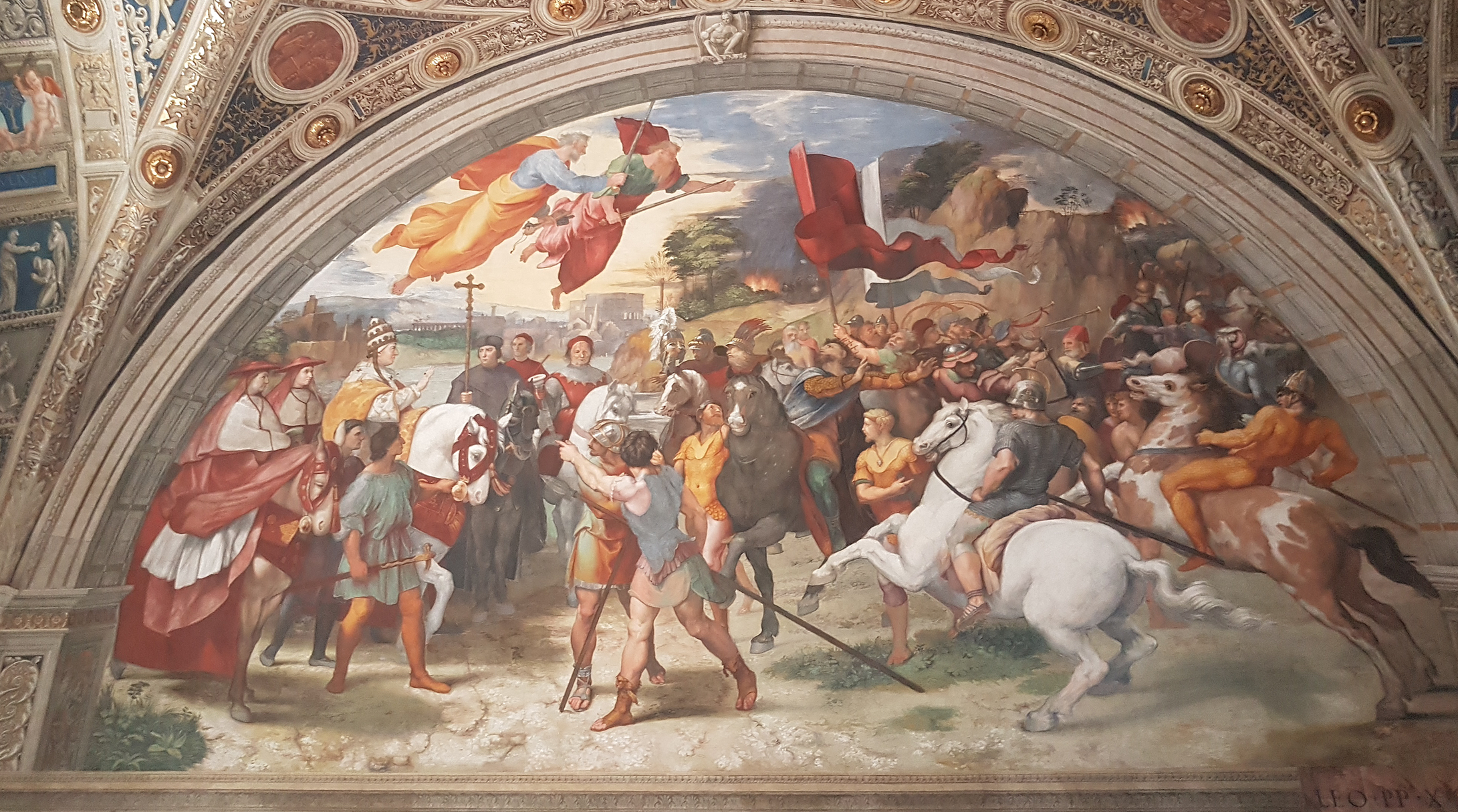
Întâlnirea lui Leo cel Mare cu Attila de Rafael și atelierul său

Termenul nu este în general folosit în istoria artei atunci când vorbim despre pictura medievală, deși tradiția occidentală se dezvoltă în altarele de mari dimensiuni, cicluri de frescă și alte lucrări, precum și miniaturi în anluminuri. Acesta vine în prim-plan în pictura Renașterii italiene, când au fost create o serie de lucrări din ce în ce mai ambițioase, majoritatea încă având un subiect religios și câteva, mai ales în Florența, care au ilustrat chiar scene istorice destul de recente precum cele trei mari pânze ale Bătăliei de la San Romano ale lui Paolo Uccello, Bătălia de la Cascina nerealizată a lui Michelangelo și Bătălia de la Anghiari de Leonardo da Vinci, niciuna dintre aceste picturi nefiind finalizată. Scenele din Antichitate și mitologie au fost de asemenea populare. Scriitori precum Alberti și în secolul următor, Giorgio Vasari, în „ Viețile artiștilor”, s-au conformat opiniei publice și artistice și au desemnat ca fiind cei mai buni pictorii care produceau picturi istorice mari (deși unica operă modernă (post-clasicistă) descrisă în De Pictura este imensul mozaic Navicella al lui Giotto). Artiștii au continuat timp de secole să lupte să își facă o reputație realizând astfel de lucrări, neglijând adesea genurile care li s-ar fi potrivit mai bine. 

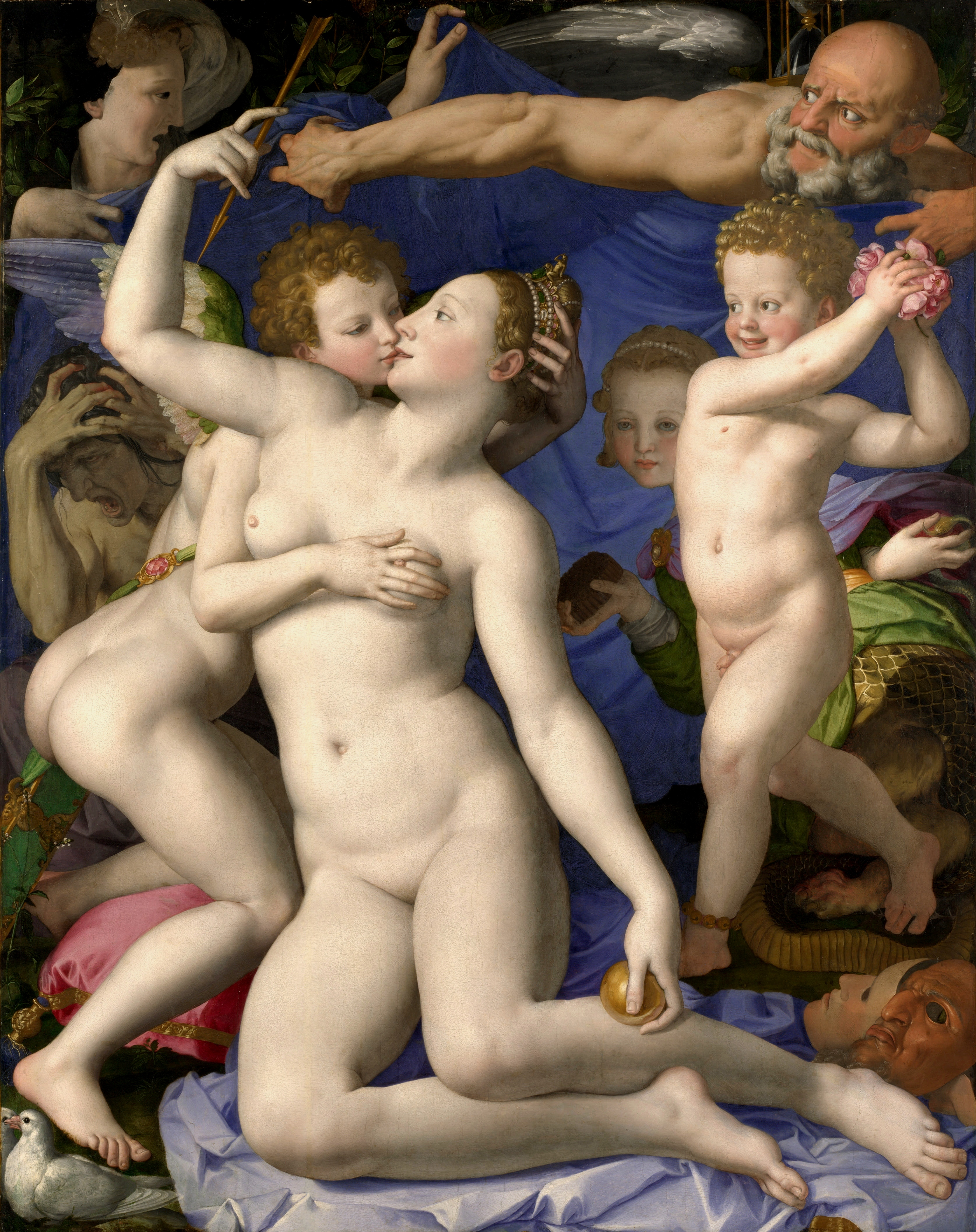
O alegorie cu Venus şi Cupidon, Agnolo Bronzino, c. 1545. După André Félibien, alegoria a fost cea mai înaltă formă a oricărei picturi istorice.

Au existat unele obiecții cu privire la acest termen, întrucât mulți scriitori preferau termeni precum „pictura poetică“ (poesia) sau doreau să facă o deosebire între istoria „reală“, care cuprinde istoria, inclusiv scenele biblice și religioase, și fabula, care cuprinde miturile păgâne, alegoriile și scenele de ficțiune, care nu puteau fi considerate adevărate.  Marile opere ale lui Rafael, împreună cu cele ale lui Michelangelo, au fost considerate o perioadă îndelungată drept exemplele cele mai reprezentative pentru acest gen. 
În camerele lui Rafael din Palatul Vaticanului, alegoriile și scenele istorice se întrepătrund, iar cartoanele sale ilustrează scene din Evanghelii. Acestea respectă principiile manierismului, iar după perioada de apogeu a Renașterii  se așteaptă și are loc asocierea acestora cu pictura istorică. În Renașterea târzie și în baroc, înfățișarea istoriei reale avea tendința de a degenera în scene panoramice de luptă cu monarhul victorios sau generalul cocoțat pe un cal însoțit de subordonații săi sau scene formale ale ceremoniilor, deși unii artiști au reușit să realizeze o capodoperă cu astfel de subiecte neatractive, precum Velázquez cu Capitularea Bredei. 

O clasificare de mare importanță a ierarhiei genurilor, care situează pictura istorică în vârf, a fost realizată în 1667 de către André Félibien, istoriograf, arhitect și teoretician al clasicismului francez, devenind astfel declarația clasică a teoriei pentru secolul al XVIII-lea: 
 Celui qui fait parfaitement des païsages est au-dessus d’un autre qui ne fait que des fruits, des fleurs ou des coquilles. Celui qui peint des animaux vivants est plus estimable que ceux qui ne représentent que des choses mortes et sans mouvement; et comme la figure de l’homme est le plus parfait ouvrage de Dieu sur la Terre, il est certain aussi que celui qui se rend l'imitateur de Dieu en peignant des figures humaines, est beaucoup plus excellent que tous les autres ... un Peintre qui ne fait que des portraits, n’a pas encore cette haute perfection de l’Art et ne peut prétendre à l’honneur que reçoivent les plus savants. Il faut pour cela passer d’une seule figure à la représentation de plusieurs ensemble; il faut traiter l'histoire et la fable; il faut représenter de grandes actions comme les historiens, ou des sujets agréables comme les Poëtes; et montant encore plus haut, il faut par des compositions allégoriques, savoir couvrir sous le voile de la fable les vertus des grands hommes et les mystères les plus relevez.  
 Cel care realizează peisaje perfecte îi este superior altuia care realizează doar fructe, flori sau scoici. Cel care pictează animale vii este mai presus celor care ilustreză doar lucruri moarte fără mișcare și, întrucât omul este cea mai desăvârșită lucrare a lui Dumnezeu pe pământ, este, de asemenea, limpede că cel care devine un imitator al lui Dumnezeu în reprezentarea figurilor umane, este mult mai deosebit decât toți ceilalți ... un pictor care face doar portrete nu a atins încă cel mai înalt grad de perfecțiune al artei sale și nu se poate aștepta la recunoașterea de care se bucură cei mai talentați. Pentru a o obține, el trebuie să treacă de la reprezentarea unei singure figuri la reprezentarea unui număr mai mare; trebuie să fie înfățișate istoria și mitul; evenimentele mari trebuie să fie ilustrate precum istoricii, sau ca poeții, să aleagă subiecte care vor încânta, și urcând tot mai sus, prin alegorii, el trebuie să aibă abilitatea de a acoperi sub un văl al mitului virtuțile marilor oameni și misterele pe care le dezvăluie" . 
 Până la sfârșitul secolului al XVIII-lea, odată cu declinul atât al picturii religioase cât și al celei mitologice, a existat o cerere crescută de tablouri cu scene istorice, inclusiv din istoria contemporană. Acest lucru a fost pe de o parte determinat de preferința publicul pentru picturile îndrăznețe, care deveniseră tot mai vestite prin intermediul expozițiilor publice, și nu prin impresionarea proprietarilor și vizitatorilor palatelor și clădirilor publice. Istoria clasică a rămas populară, dar scenele din istoria națională au fost adesea cel mai bine primite. Din 1760, Societatea Artiștilor din Marea Britanie, prima asociație care a organizat expoziții regulate la Londra, a acordat în fiecare an două premii generoase picturilor cu subiecte din istoria britanică. 

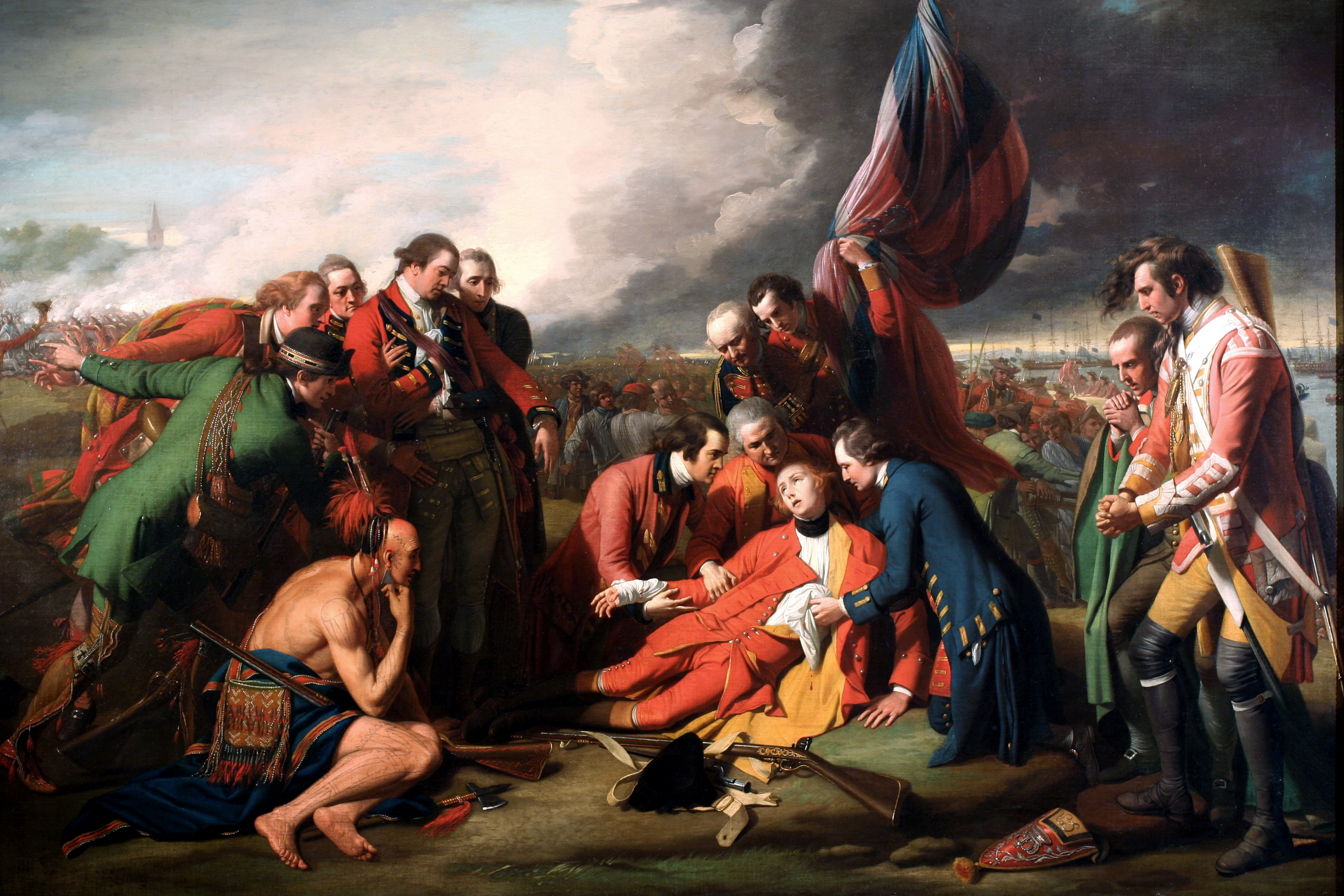
Benjamin West, Moartea generalului Wolfe (1770), un exemplu timpuriu al preferinţei pentru pictura scenelor din istoria recentă.

Lipsa de prestanță a vestimentației moderne a fost considerată o mare dificultate. Când, în 1770, Benjamin West a propus să picteze Moartea generalului Wolfe în haine contemporane, mai multe persoane l-au instruit să folosească îmbrăcămintea clasică. Însă acesta a ignorat  comentariile și a ilustrat scena în haine moderne. Deși George al III-lea a refuzat să achiziționeze opera, West a reușit să depășească atât obiecțiile criticilor săi, cât și să creeze astfel un stil vestimentar mai precis din punct de vedere istoric în astfel de picturi. Alți artiști au înfățișat scene, indiferent de momentul în care au avut loc, în îmbrăcăminte clasică și pentru o lungă perioadă de timp, în special în timpul Revoluției franceze, pictura istorică s-a concentrat adesea pe reprezentări ale nudului bărbatului învingător. 
Marea producție, folosind cei mai buni artiști francezi, de tablouri propagandistice care lăudau campaniile lui Napoleon a avut drept răspuns opere din alianța anti-napoleonică ale artiștilor precum Goya și J.M.W. Turner, care ilustrau atât victorii, cât și pierderi. Pluta Meduzei (1818-1819) de Théodore Géricault a făcut senzație, transformând tabloul istoric conform realității secolului al XIX-lea și înfățișând figuri anonime, renumite doar pentru faptul că au fost victime a ceea ce a fost atunci un celebru și controversat dezastru pe mare. În mod convenabil, până în scena ilustrată în tablou hainele lor fuseseră purtate până au devenit zdrențe aparent clasice. În același timp, cererea pentru tablourile deseori mari de istorie religioasă a scăzut foarte mult. 

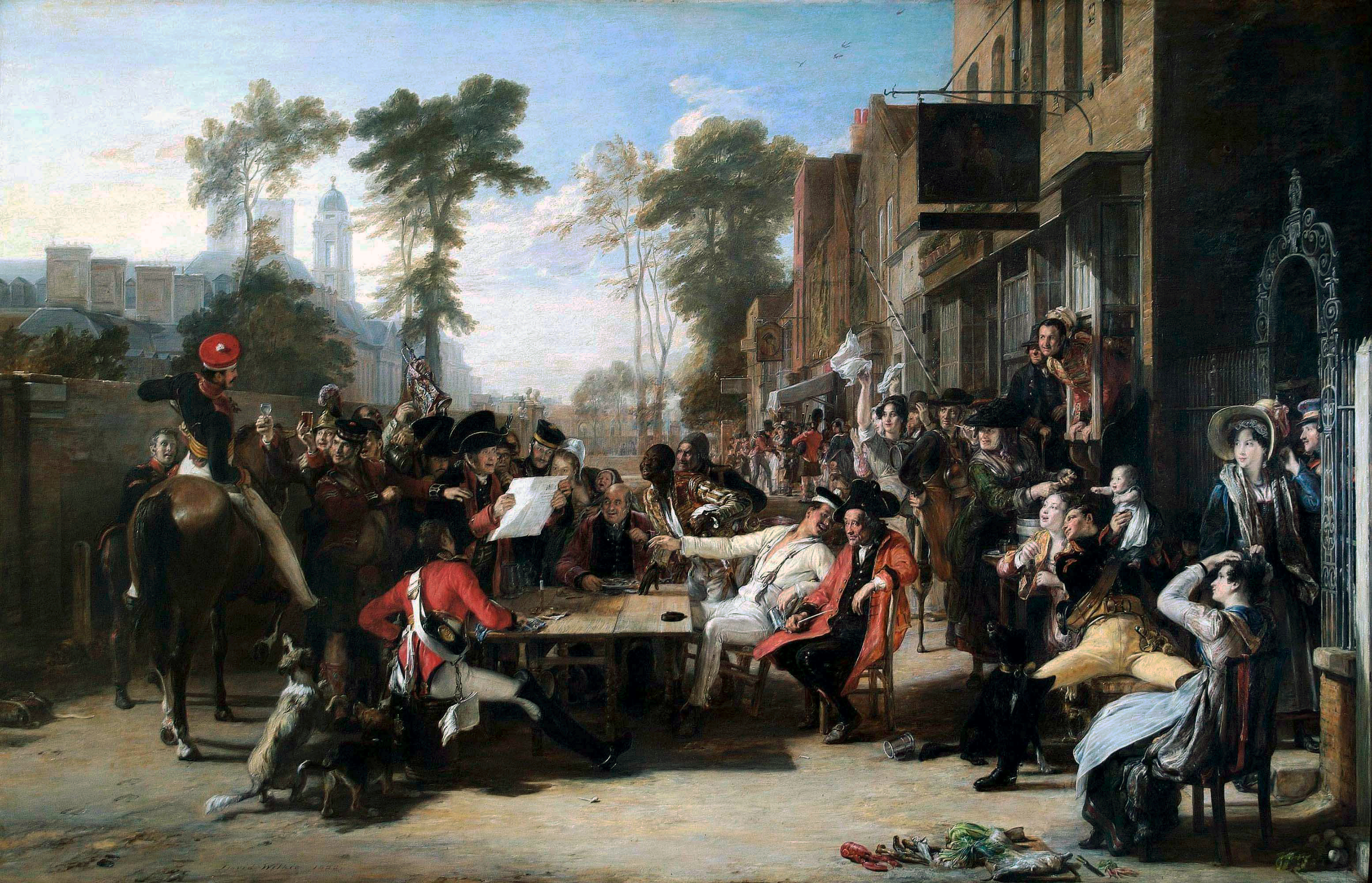
Sir David Wilkie, The Chelsea Pensioners reading the Waterloo Dispatch, 1822. Gen sau pictură istorică? Categoriile s-au îmbinat, într-un mod tipic secolului al XIX-lea.

La mijlocul secolului al XIX-lea a apărut un stil cunoscut sub numele de istorism, care a marcat o imitație formală a stilurilor și / sau artiștilor istorici. O altă schimbare în secolul al XIX-lea a fost abordarea subiectelor istorice, adesea pe scară largă, cu valorile picturii de gen, înfățișând scene din viața de zi cu zi și anecdote. Marilor tablouri care ilustrau evenimente publice de mare importanță li s-au adăugat scene care înfățișau mai multe întâmplări din viața personalităților sau scene centrate pe figuri anonime implicate în evenimente istorice, ca în stilul trubadur. În același timp, scene din viața obișnuită, cu conținut moral, politic sau satiric, au devenit adesea principalul vehicul al interacțiunii expresive a figurilor din pictură, indiferent dacă acestea se aflau într-un cadru modern sau istoric. 
Până la sfârșitul secolului al XIX-lea, pictura istorică a fost adesea respinsă în mod explicit de artiști ai mișcărilor de avangardă, precum impresioniștii (cu excepția lui Édouard Manet) și de simboliști și, potrivit unui scriitor actual: „ Modernismul a fost, în mare măsură, construit pe baza respingerii picturii istorice... Toate celelalte genuri sunt considerate capabile să intre, într-un fel sau altul, în „panteonul” modernității, însă pictura istorică este exclusă”. 

## Pictura istorică și pictura din istorie

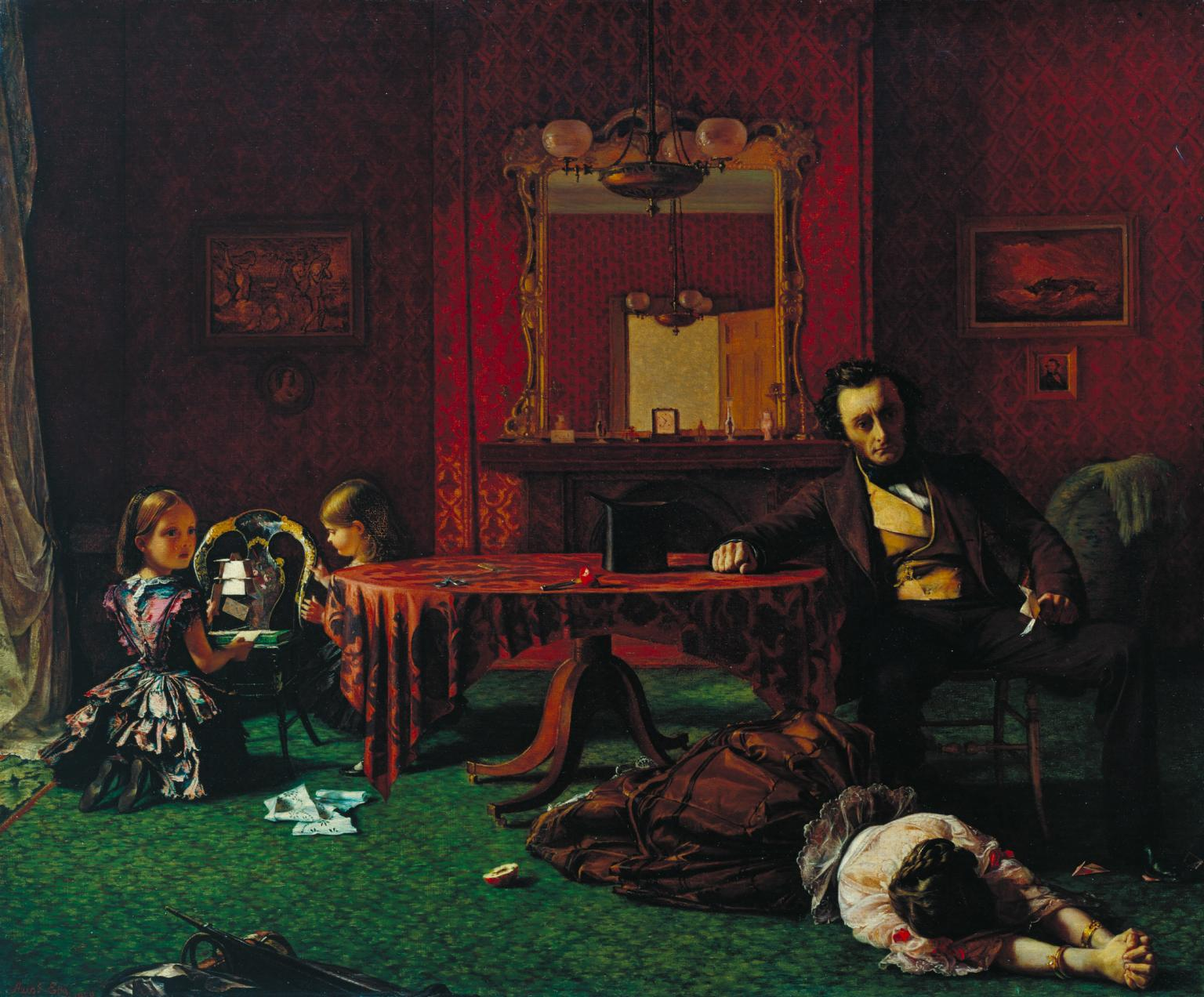
„No. 1, Misfortune” din Trecutul și Prezentul lui Augustus Egg, 1858. Soţul a descoperit infidelitatea soției sale. Prayer și Despair completează setul.

### Termenii
Inițial, „pictura istorică” (history painting) și „pictura din istorie” (historical painting) au fost folosite în mod interschimbabil în engleză, ca atunci când Sir Joshua Reynolds folosește în al patrulea Discurs al său ambele forme, fără a face vreo deosebire, pentru a se referi la „pictura istorică”, afirmând că „…ar trebui să fie numită poetică, așa cum și este în realitate”, termenul francez peinture historique fiind un echivalent al „picturii istorice”. Termenii au început să se separe în secolul al XIX-lea, „pictura din istorie” devenind o ramură a „picturii istorice”, fiind redusă la subiecte preluate din istorie în sensul său general. În 1853, John Ruskin și-a întrebat publicul: "Ce înseamnă în prezent termenul de pictură din istorie? În zilele noastre, înseamnă efortul de a înfățișa prin puterea imaginației un eveniment istoric din trecut."  Așadar, de exemplu, catalogul în trei volume al lui Harold Wethey cu tablourile lui Titian (Phaidon, 1969–75) este împărțit în „Picturi religioase”, „Portrete” și „Picturi mitologice și istorice”, deși în volumele I și III se regăsesc tablouri ce pot fi incluse în termenul de „picturi istorice”. Această deosebire este una utilă, dar în general nu i se acordă multă atenție, așa că termenii sunt încă folosiți incorect. Pentru a evita o posibilă confuzie, scrierile academice moderne tind să evite sintagma „pictură din istorie”, alegând să vorbească despre un „subiect istoric” în pictura istorică; însă unde expresia încă apare în studiile istoriei contemporane, aceasta  se referă în mod normal la pictura subiectelor din istorie, deseori în sec. al XIX-lea. Termenul de „pictură din istorie” poate fi de asemenea utilizat, în special în descrierea tehnicilor de pictură în studiile de conservare, însemnând „vechi”, adică în constrast cu pictura modernă sau picturile recente. 
În scrierile britanice despre artă din secolul al XIX-lea, termenii „ pictura unui subiect ” sau pictura „anecdotică” au fost adesea folosiți pentru lucrările care apar odată cu  William Hogarth și înfățișează într-o singură scenă momentele cruciale dintr-o narațiune cu personaje anonime, tablouri precum Trezirea conștiinței (1853) de William Holman Hunt sau Trecutul și prezentul de Augustus Egg, un set de trei tablouri, actualizate de Hogarth, precum „ Căsătoria la modă” . 

### Secolul al XIX-lea

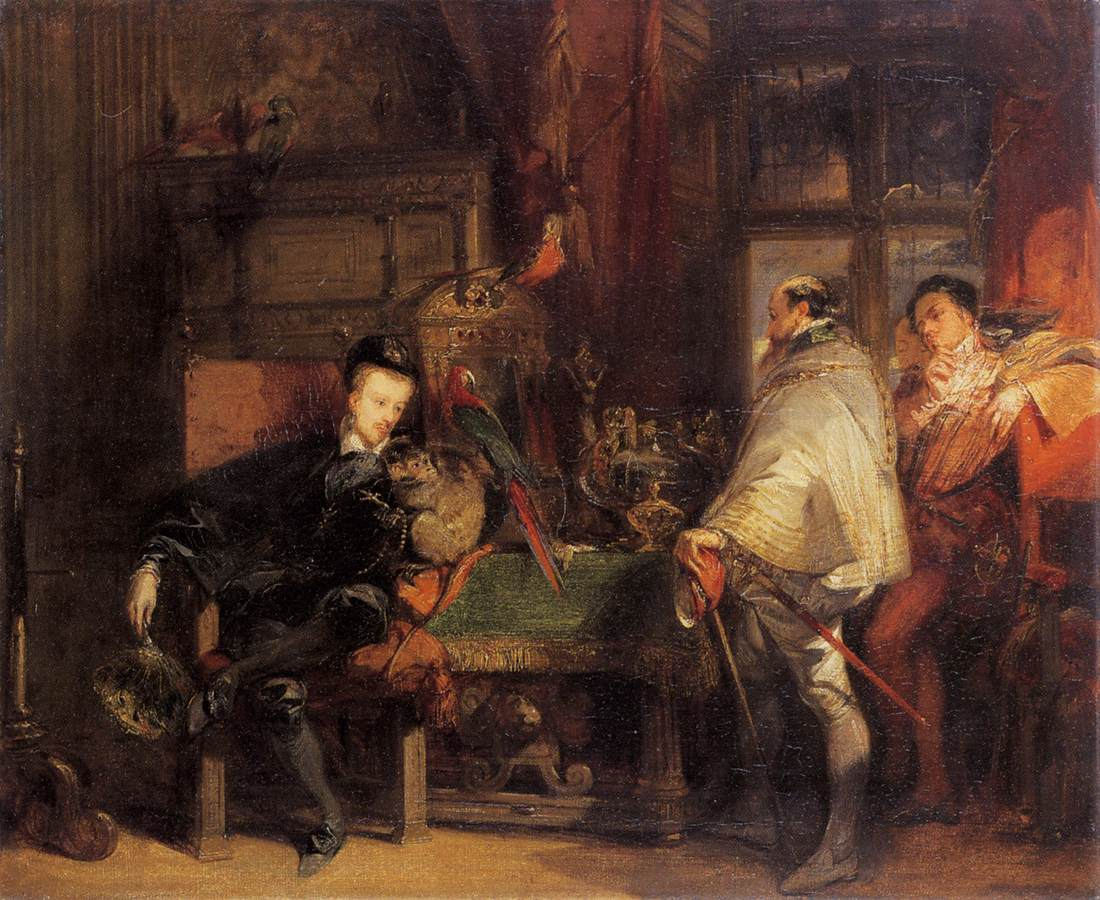
Richard Parkes Bonington, Henri al III-lea al Franței, o mică scenă anecdotică „romantică și intimă” din istorie.

Pictura istorică a fost genul predominant al picturii academice în diverse academii naționale în secolul al XVIII-lea, în aproape întreg secolul al XIX-lea, subiectele istorice dominând din ce în ce mai mult. În timpul Revoluției și a războaielor napoleoniene, caracterul eroic și evident propagandistic al felului în care erau tratate subiectele de istorie contemporană de către Antoine-Jean, Baronul Gros, Jacques-Louis David, Carle Vernet și alții a fost susținut de statul francez, însă după căderea lui Napoleon în 1815 s-a considerat că noile regimuri nu se mai pretau aceluiași tip de abordare și mulți artiști s-au dus mai departe în trecut pentru a-și găsi subiecte; deși în Marea Britanie ilustrarea victoriilor războaielor napoleoniene a avut loc mai ales după încheierea acestora. O altă variantă a fost alegerea subiectelor contemporane care se opuneau conducerii, în țară sau în străinătate, iar multe dintre picturile care au fost probabil ultima mare generație de tablouri istorice ilustrau proteste la adresa evenimentelor contemporane de represiune sau revoltă în țară sau în străinătate: The Third of May 1808 (1814) de Goya, Pluta Meduzei (1818–19) de Théodore Géricault,  Măcelul din Chios (1824) și Libertatea conducând poporul (1830) de Eugène Delacroix. Aceste picturi au un caracter eroic, înfățișând însă suferința și vitejia oamenilor obișnuiți. 

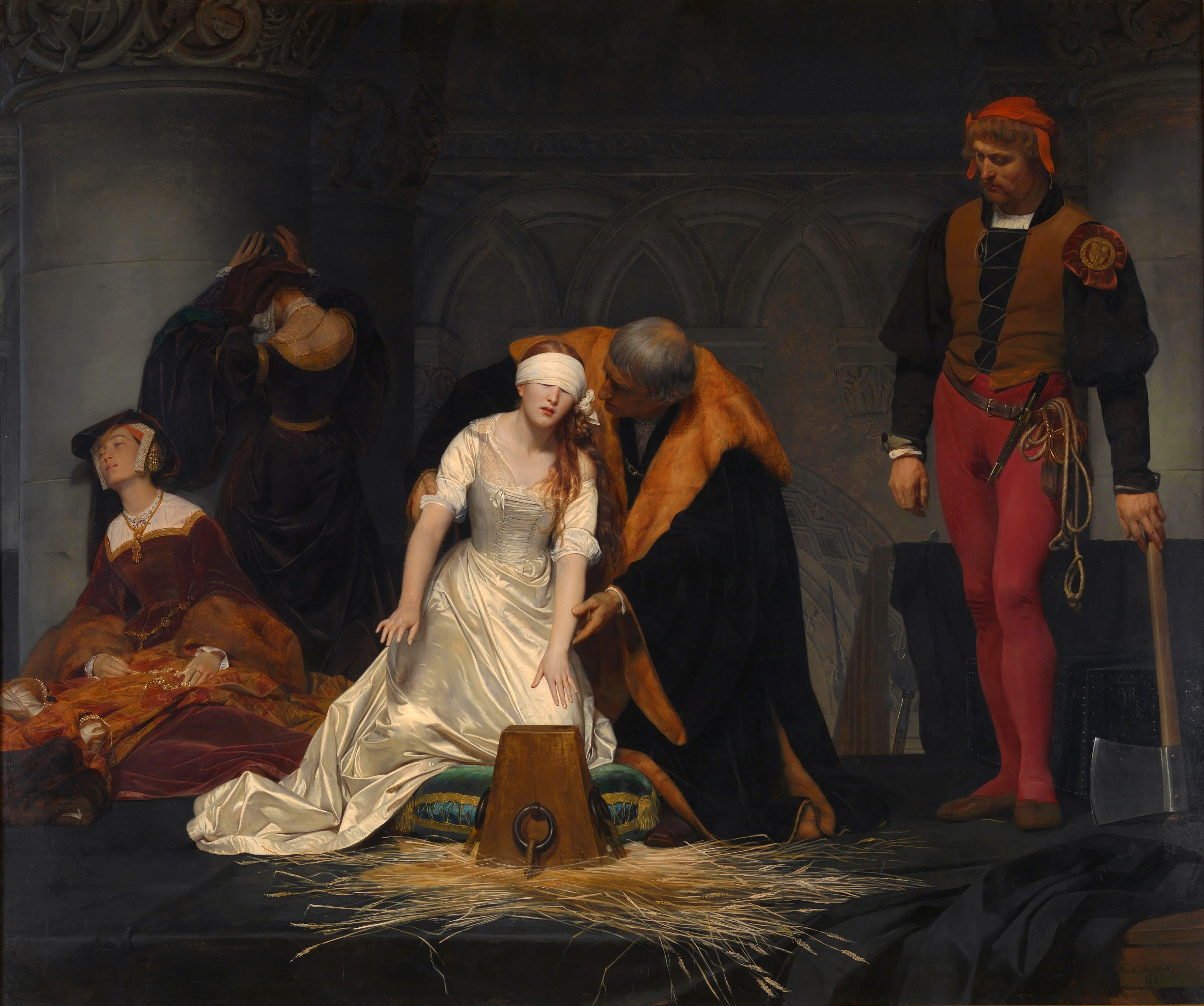
Paul Delaroche, Execuția lui Lady Jane Gray, 1833, National Gallery, Londra

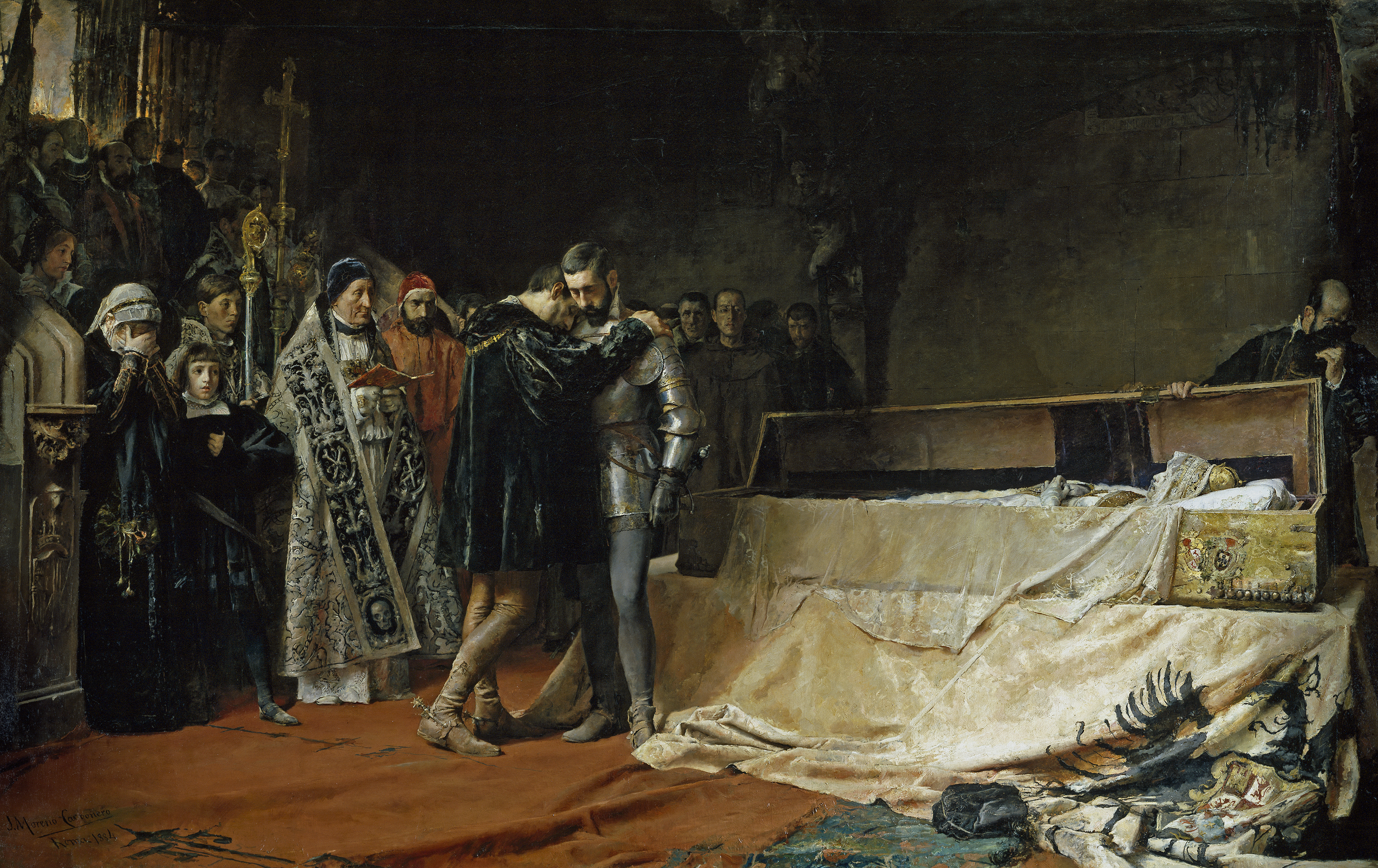
José Moreno Carbonero, "Convertirea ducelui de Gandía", 1881, Muzeul Prado, Madrid

Artiști romantici precum Géricault și Delacroix, precum și cei din alte mișcări, cum ar fi Confreria Prerafaelită engleză, au continuat să considere pictura istorică drept idealul operelor lor cele mai îndrăznețe. Alți artiști precum Jan Matejko din Polonia, Vasily Surikov în Rusia, José Moreno Carbonero din Spania și Paul Delaroche din Franța au devenit pictori care s-au specializat în ilustrarea subiectelor istorice importante. Le style troubadour („stilul trubadur”) a fost un termen francez oarecum nesemnificativ pentru picturile anterioare ce ilustrau scene medievale și renascentiste, care erau adesea de dimensiuni reduse și înfățișau mai degrabă o anecdotă decât scene dramatice; Ingres, Richard Parkes Bonington și Henri Fradelle au pictat astfel de lucrări. Sir Roy Strong numește acest tip de lucrare „romantică și intimă”, iar în franceză era cunoscută sub numele de „peinture de genre historique” sau „peinture anecdotique” („pictură de gen istoric” sau „pictură anecdotică”). 
Cererea de tablouri ce ilustrau scene cu grupuri mari din Biblie a bisericii a scăzut foarte mult, iar pictura istorică a devenit foarte importantă. Mai ales la începutul secolului al XIX-lea, pictura istorică înfățișa momente specifice din literatura istorică, în special din romanele lui Sir Walter Scott, în Franța și în alte țări europene, la fel ca și în Marea Britanie.  Până la jumătatea secolului, era de așteptat ca scenele medievale să fie cercetate cu mare atenție, folosind lucrările istoricilor pentru îmbrăcămintea, arhitectura și toate elementele decorului, lucrări care erau acum accesibile. Un exemplu în acest sens este cercetarea amplă a arhitecturii bizantine, a hainelor și a decorațiunilor realizate în muzeele și bibliotecile pariziene de Moreno Carbonero pentru capodopera sa, The Entry of Roger de Flor in Constantinople.  Furnizarea de exemple și expertize pentru artiști, precum și pentru designerii industriali care revigorau aceste elemente, a fost una dintre motivațiile pentru înființarea unor muzee precum Victoria and Albert Museum din Londra. 
Noile tehnici de imprimare, cum ar fi cromolitografia, au creat reproduceri tipografice monocromatice de bună calitate și relativ ieftine, dar și foarte accesibile, fiind de asemenea, extrem de profitabile pentru artiști și editori datorită numărului mare de vânzări.  Pictura istorică a avut adesea o legătură strânsă cu naționalismul, iar pictori precum Matejko din Polonia ar putea juca un rol important în întipărirea în mintea poporului a narațiunilor istorice importante din istoria națională.  În Franța, L’art Pompier („arta pompierilor”) a fost un termen derizoriu pentru pictura istorică oficială academică,  și într-o fază finală, „Pictura istorică a unei ordini decăzute, scenele de brutalitate și teroare care pretindeau ilustrarea unor episoade din istoria romanilor și a maurilor, au făcut vâlvă în marile saloane. Pe pereții supraîncărcați ai galeriilor, au atras atenția picturile care au strigat cel mai tare".  Pictura orientalistă a fost un gen alternativ care a oferit o vestimentație și un decor exotic similar și cel puțin la fel de multe oportunități pentru a înfățișa sexul și violența. 

## Galerie

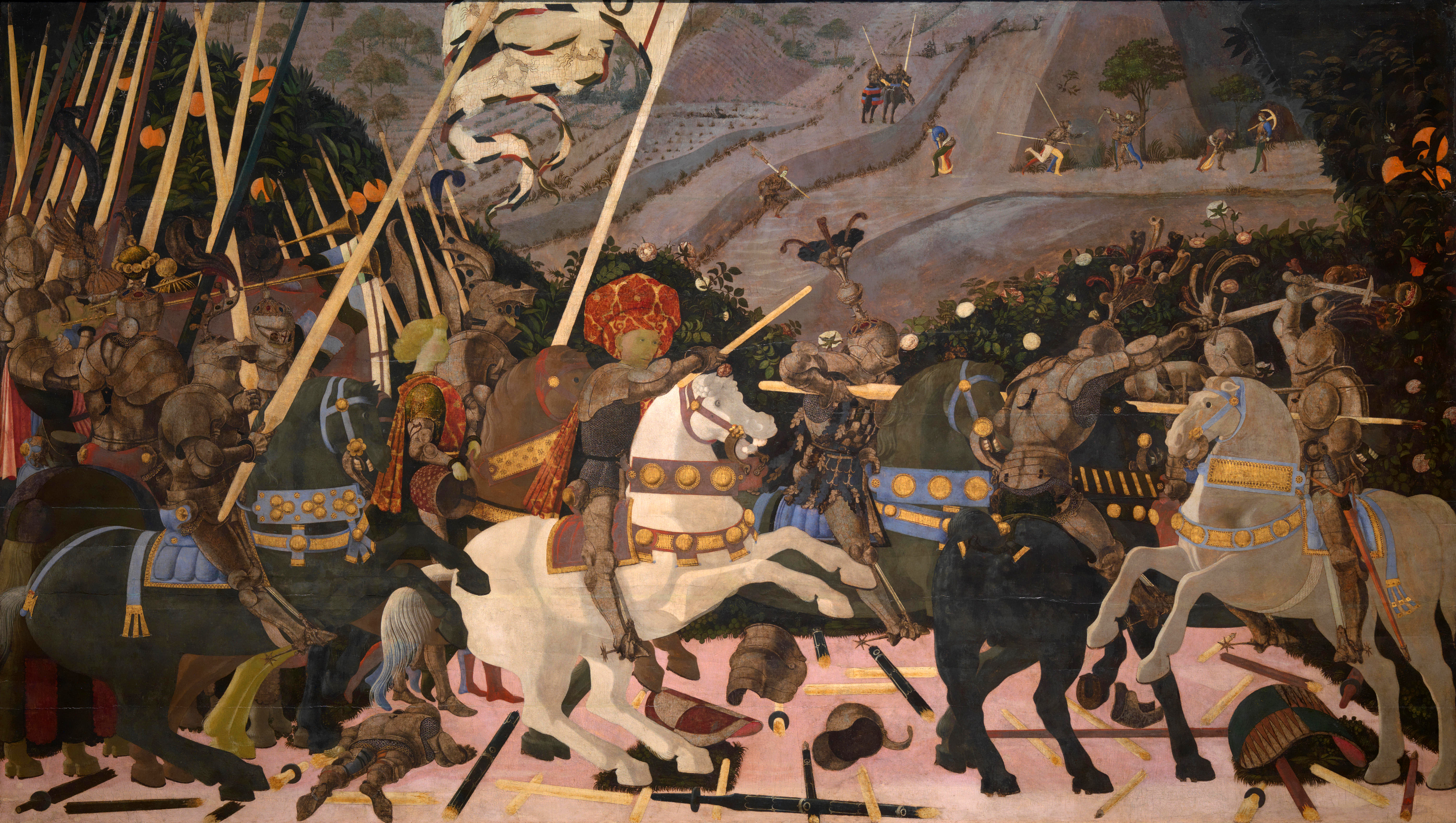
Paolo Uccello, 1438-1440, Bătălia de la San Romano, Uffizi, Florența
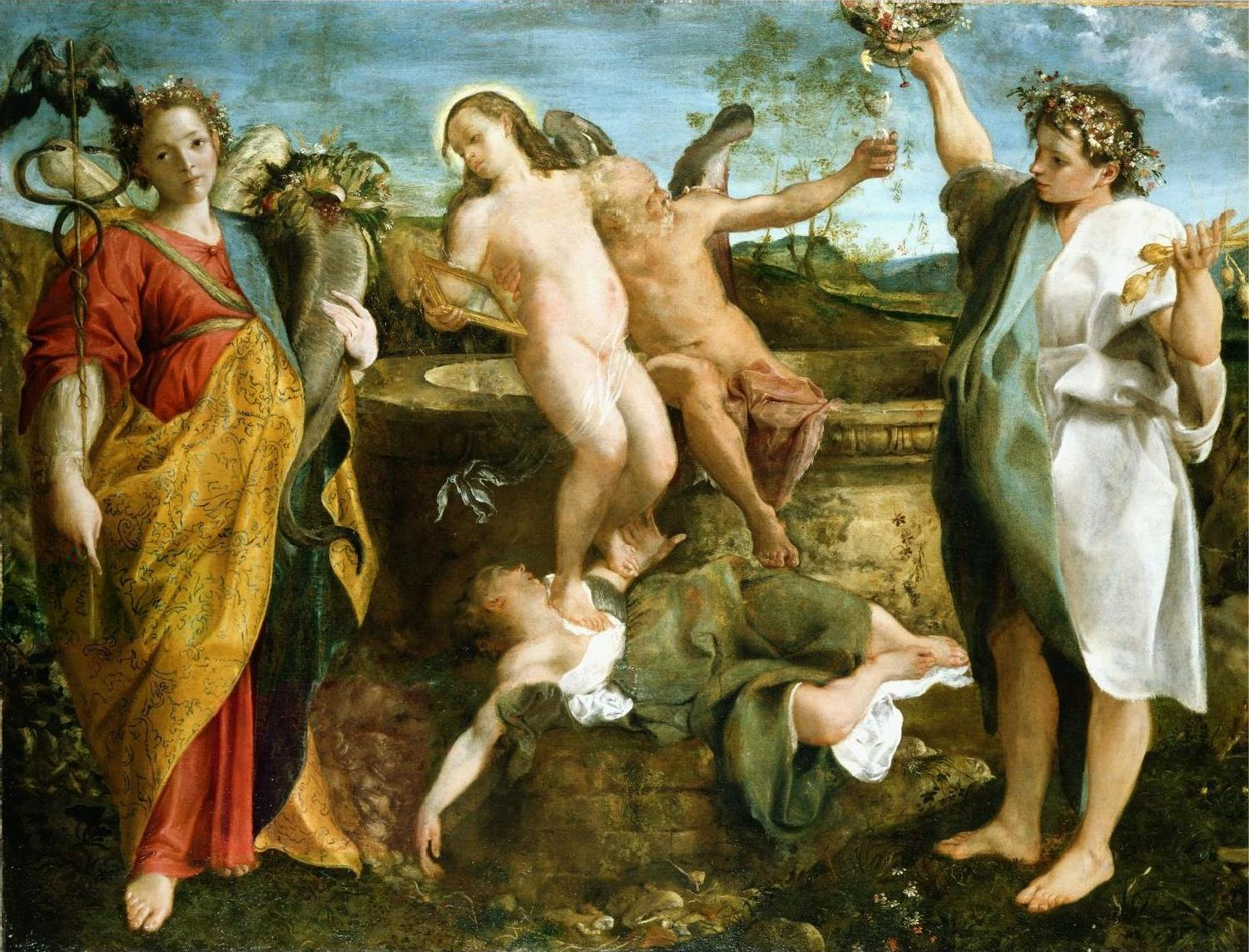
Annibale Carracci, Alegoria adevărului și a timpului (1584-5), o pictură istorică alegorică
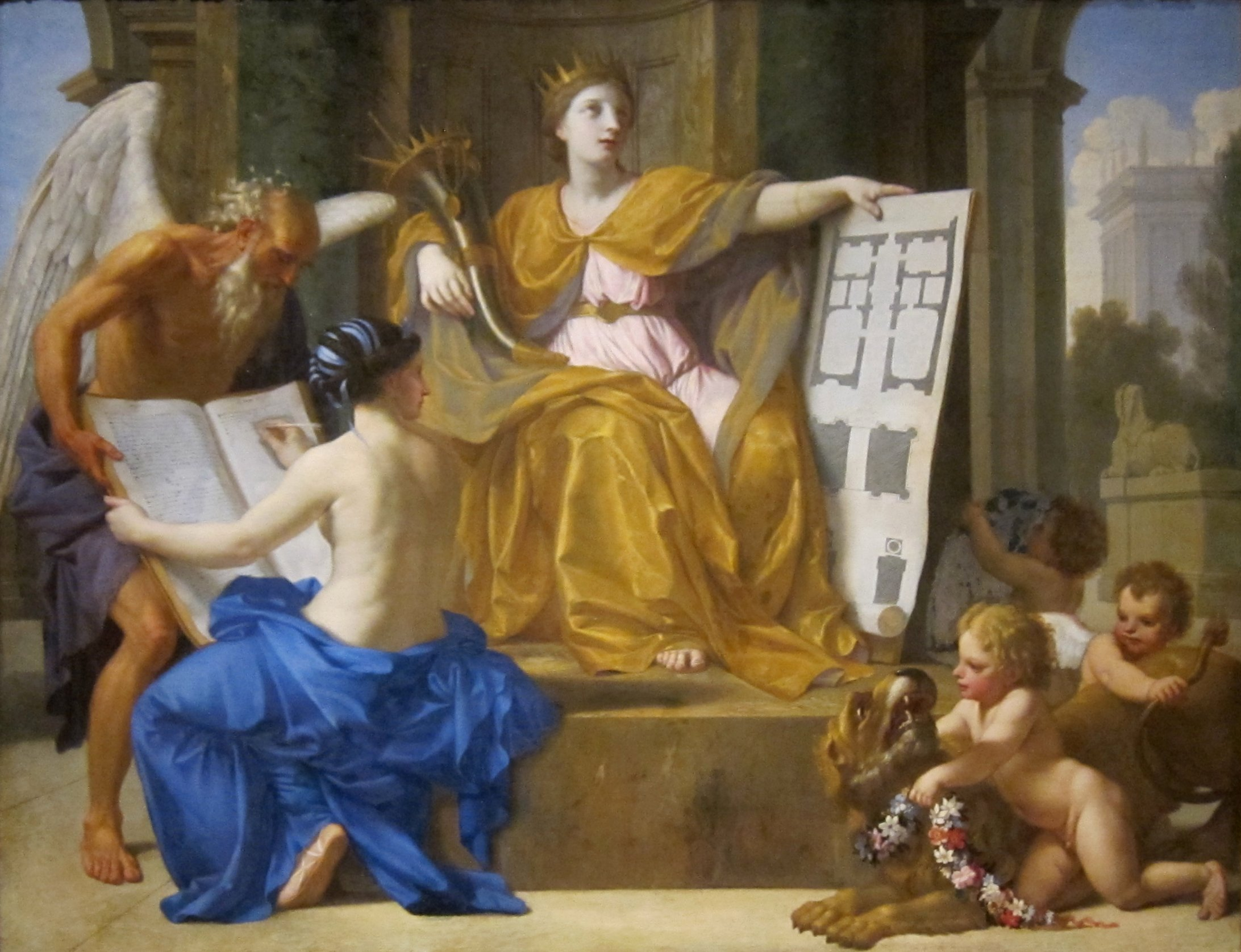
Allegory of Magnificence, Eustache Le Sueur, cca. 1654
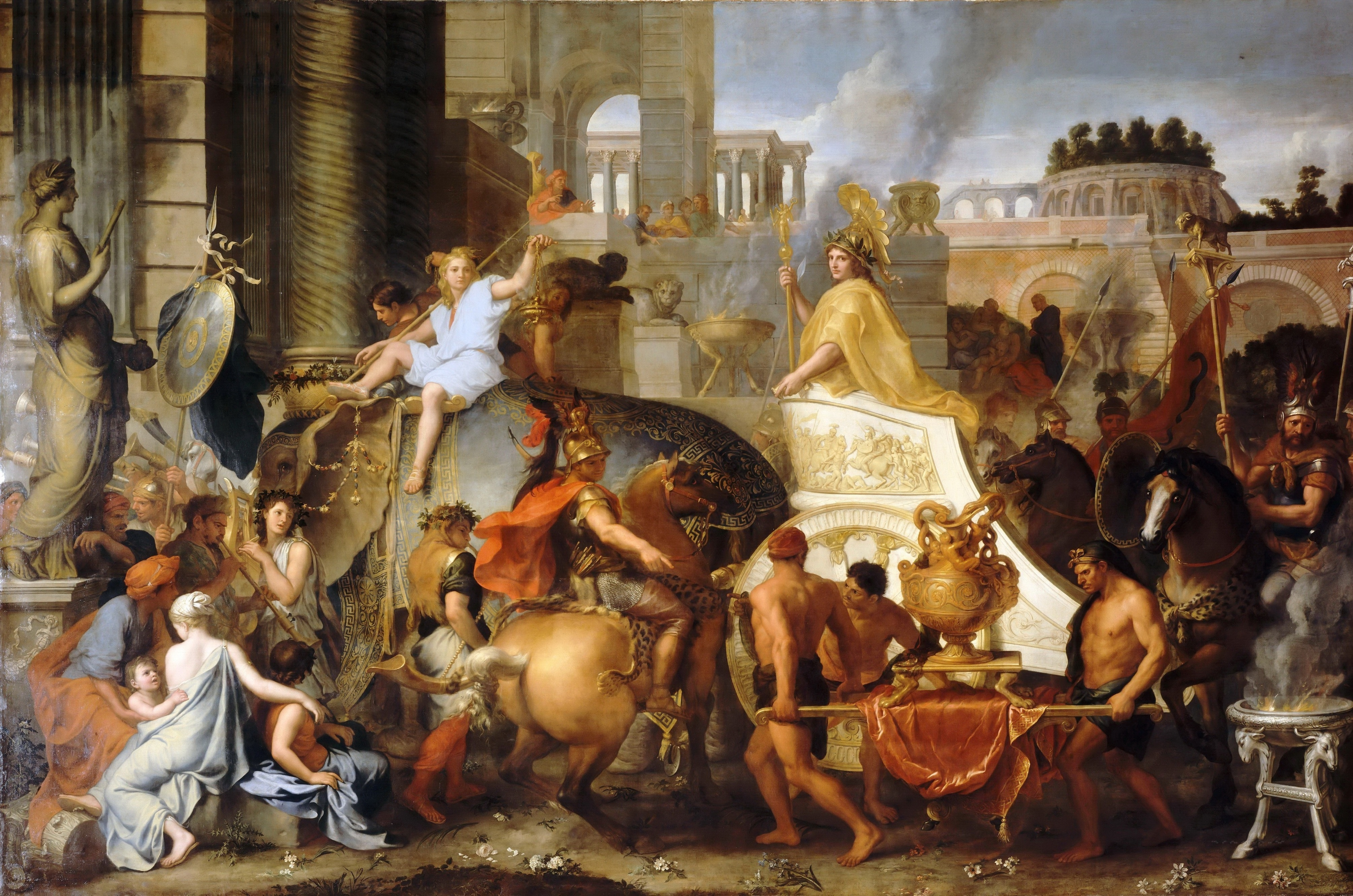
Charles Le Brun, 1664, Entry of Alexander into Babylon, Luvru, Paris
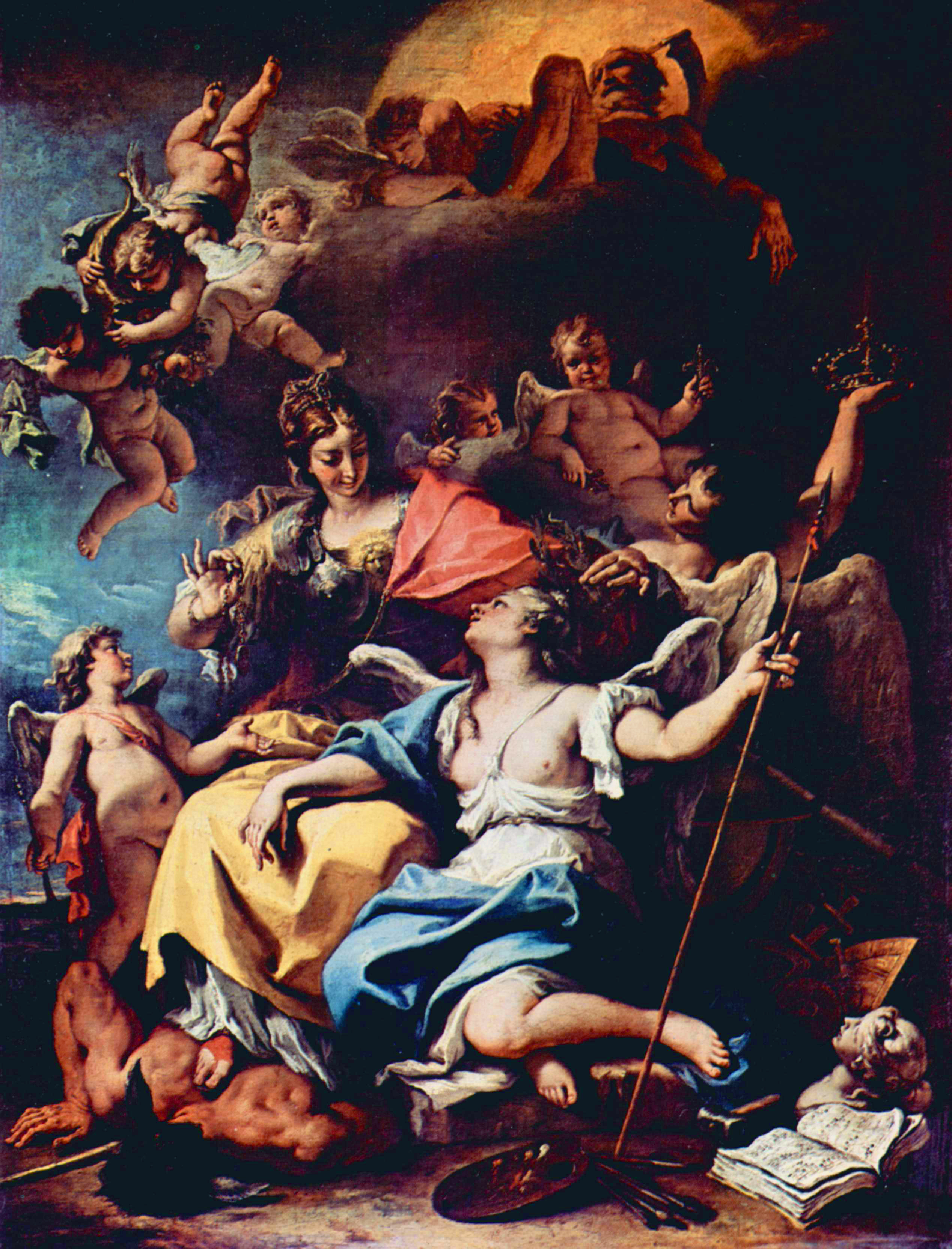
Sebastiano Ricci, Alegoria Franței: Minerva Trampling Ignorance and Crowning Virtue, 1717–18
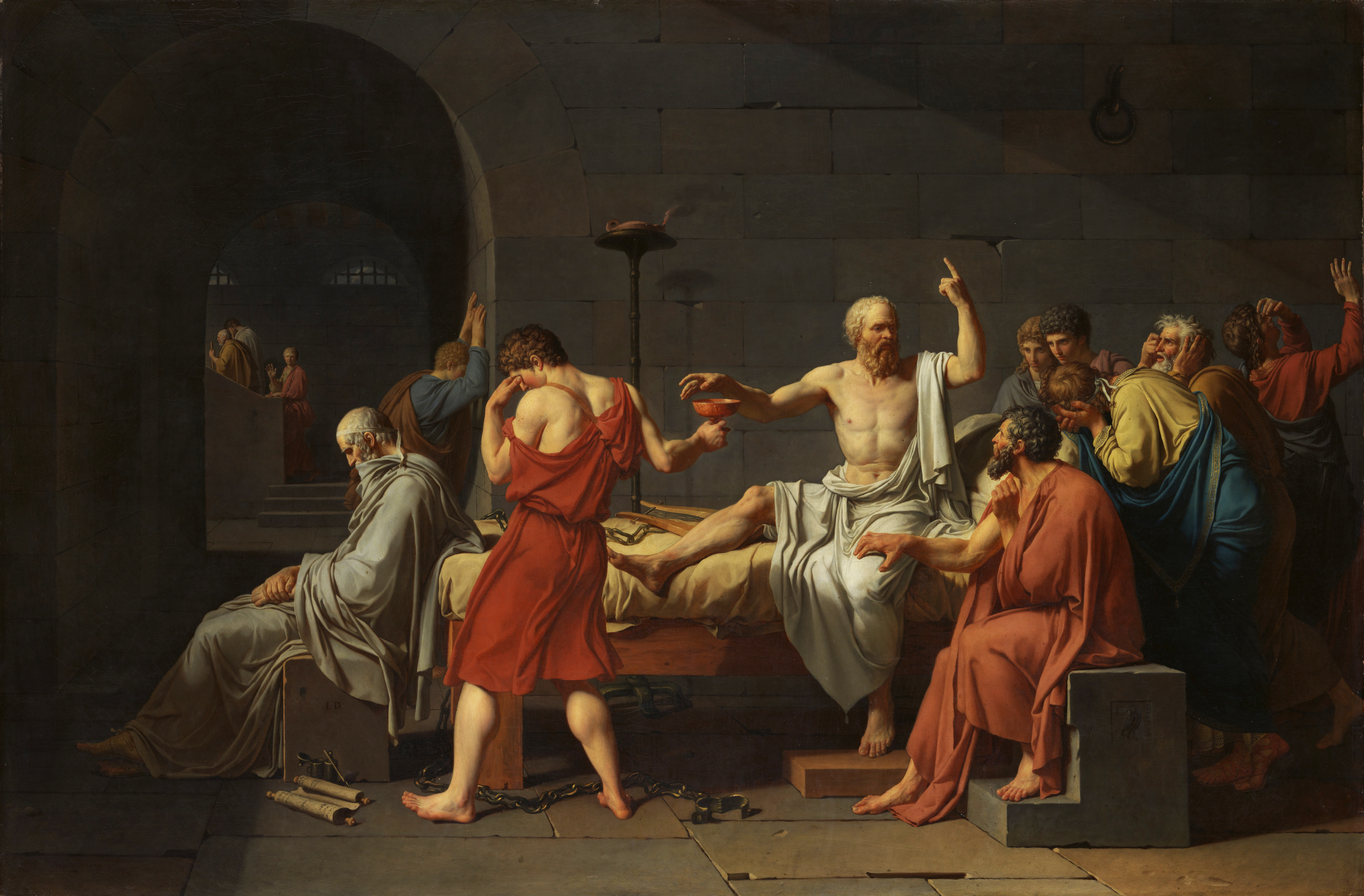
Jacques-Louis David, 1787, Moartea lui Socrate, École Nationale Supérieure des Beaux-Arts, Paris
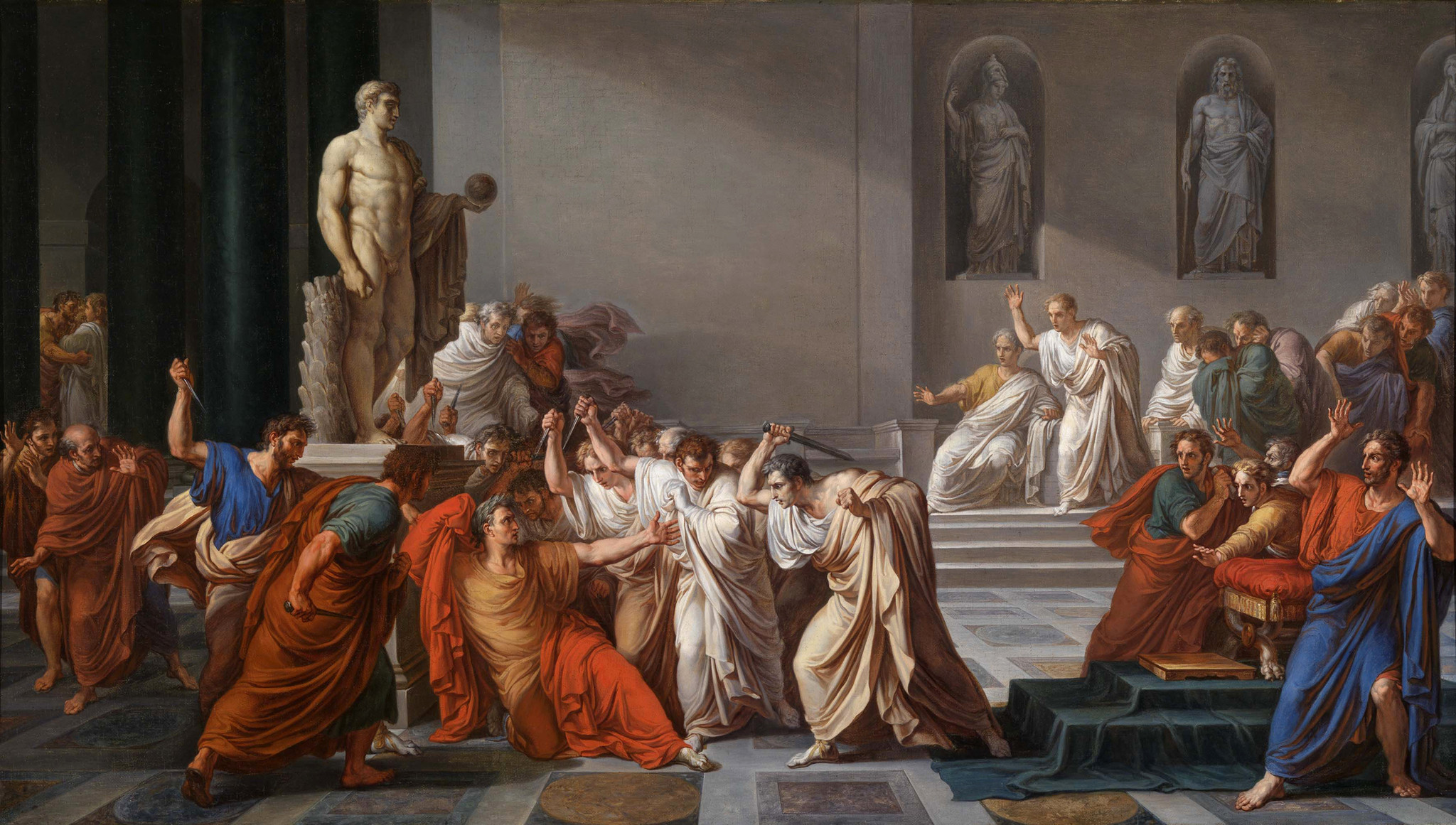
Vincenzo Camuccini, Asasinarea lui Iulius Cezar, 1805
Jacques-Louis David, Încoronarea lui Napoleon, cca. 1807
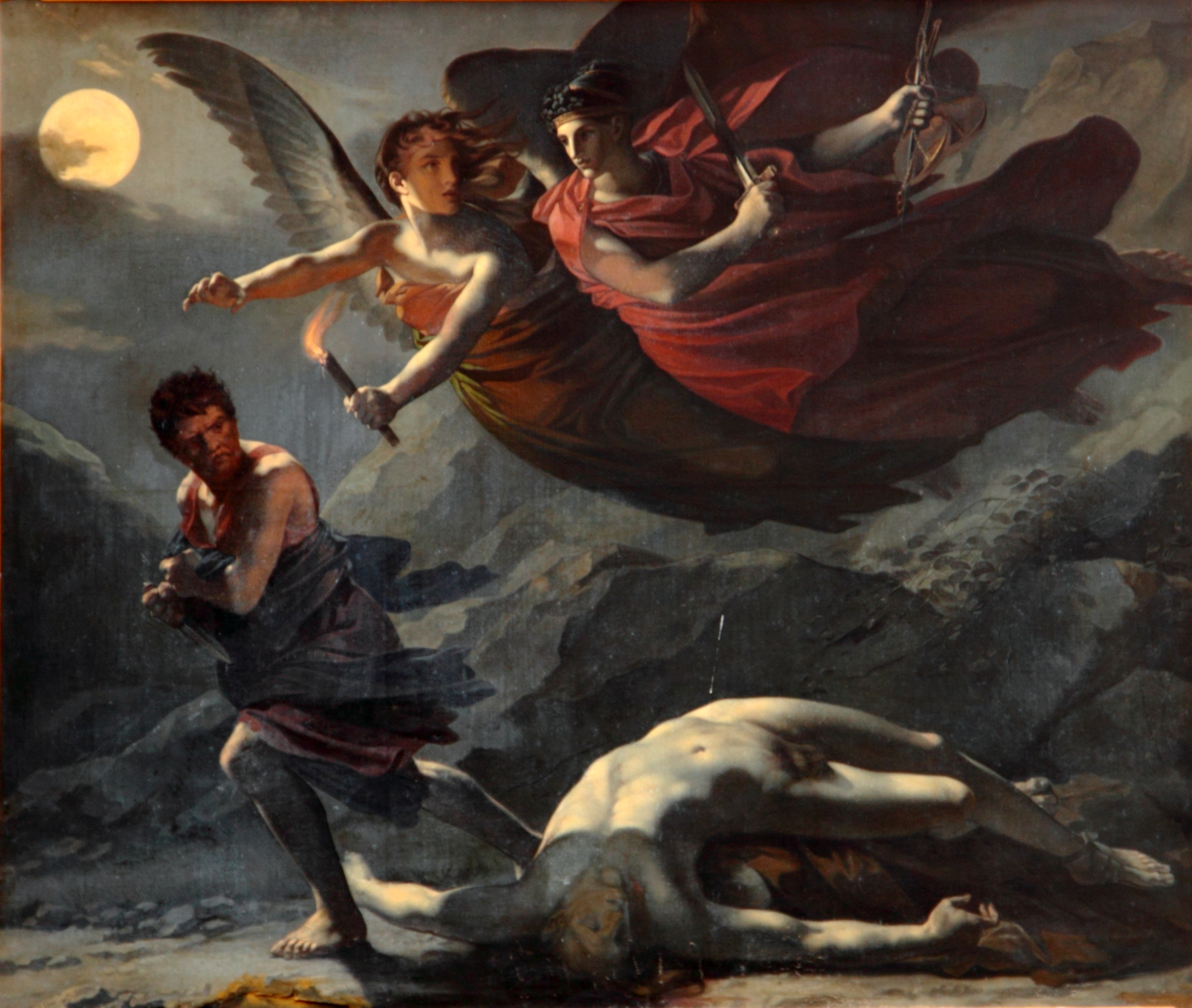
Justiţia și răzbunarea divină urmărind crima, Pierre-Paul Prud'hon, cca. 1805-8
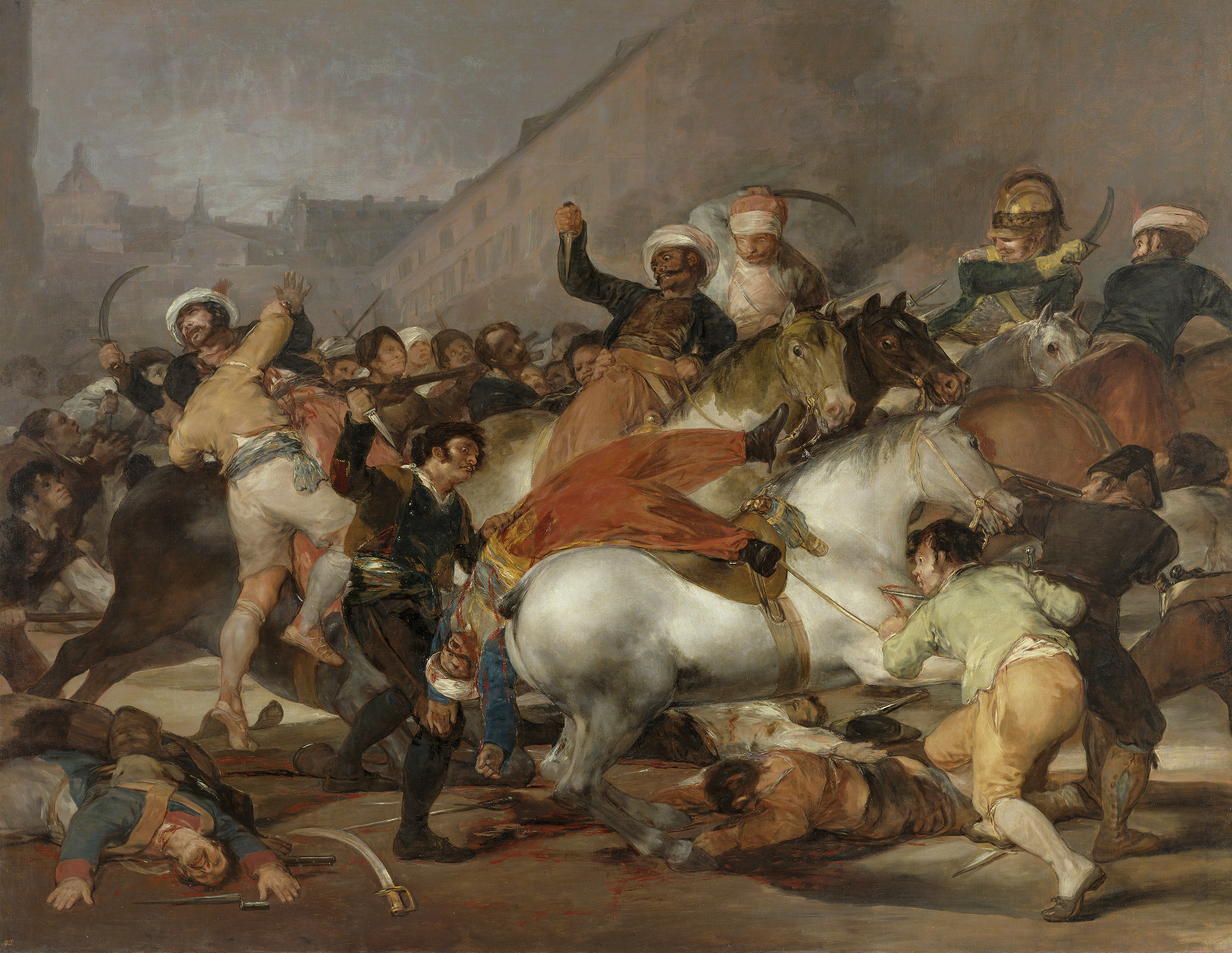
Francisco de Goya, 1814, The Second of May 1808, Muzeul Prado, Madrid
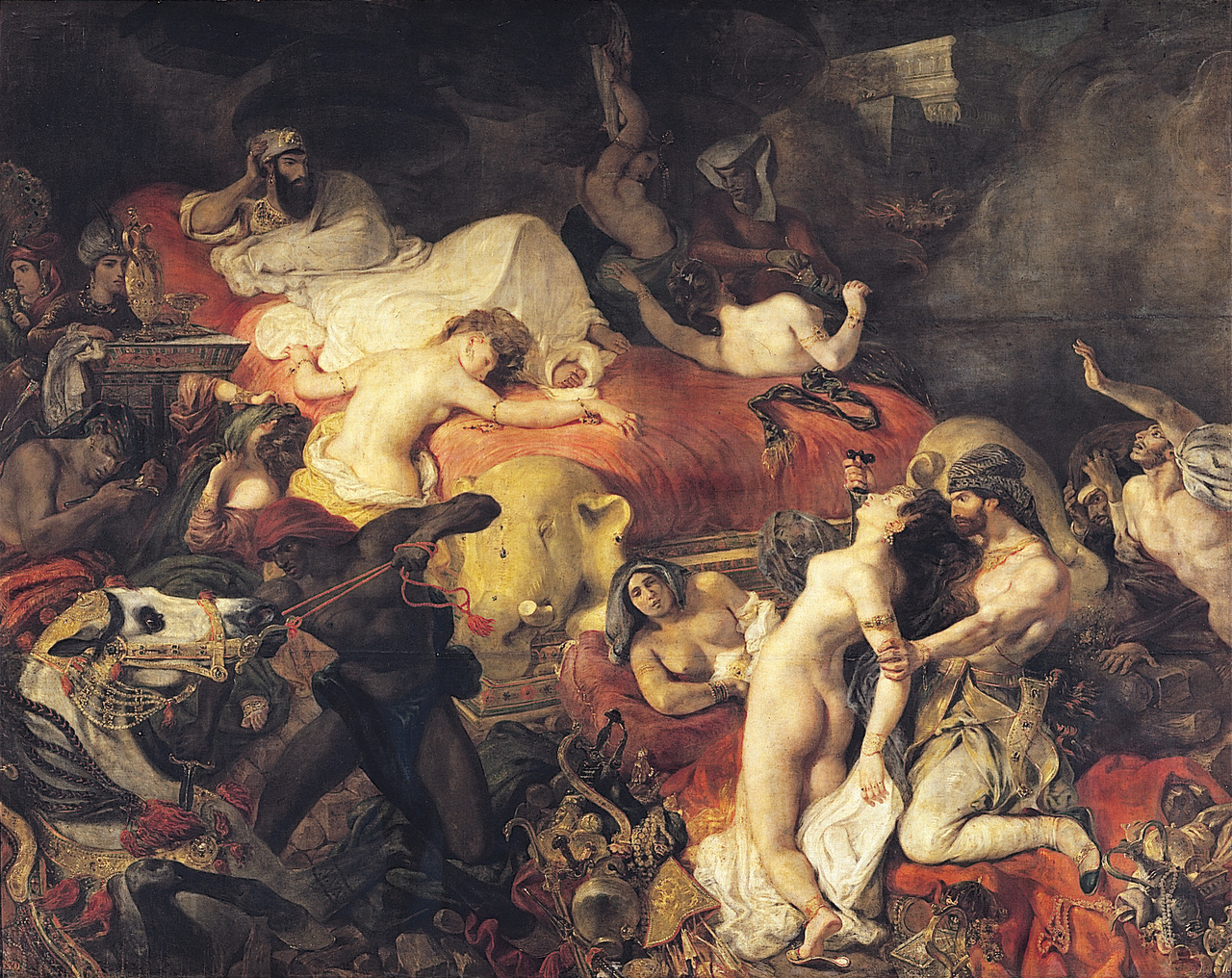
Eugène Delacroix, 1827, Moartea lui Sardanapal, Luvru, Paris
Karl Bryullov, Ultima zi a oraşului Pompei, 1827-1833
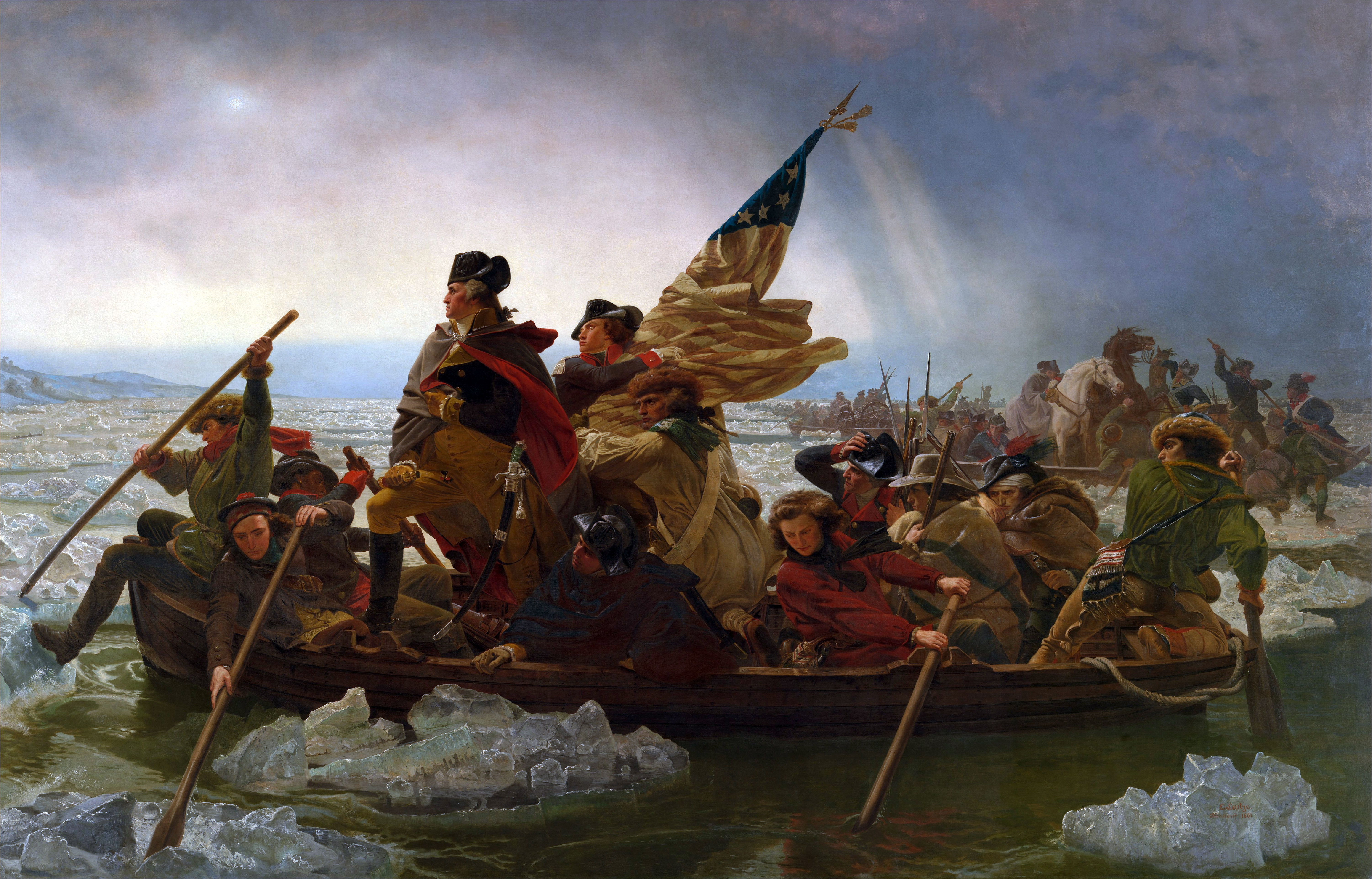
Emanuel Leutze, Washington Crossing the Delaware, 1851, Metropolitan Museum of Art, New York
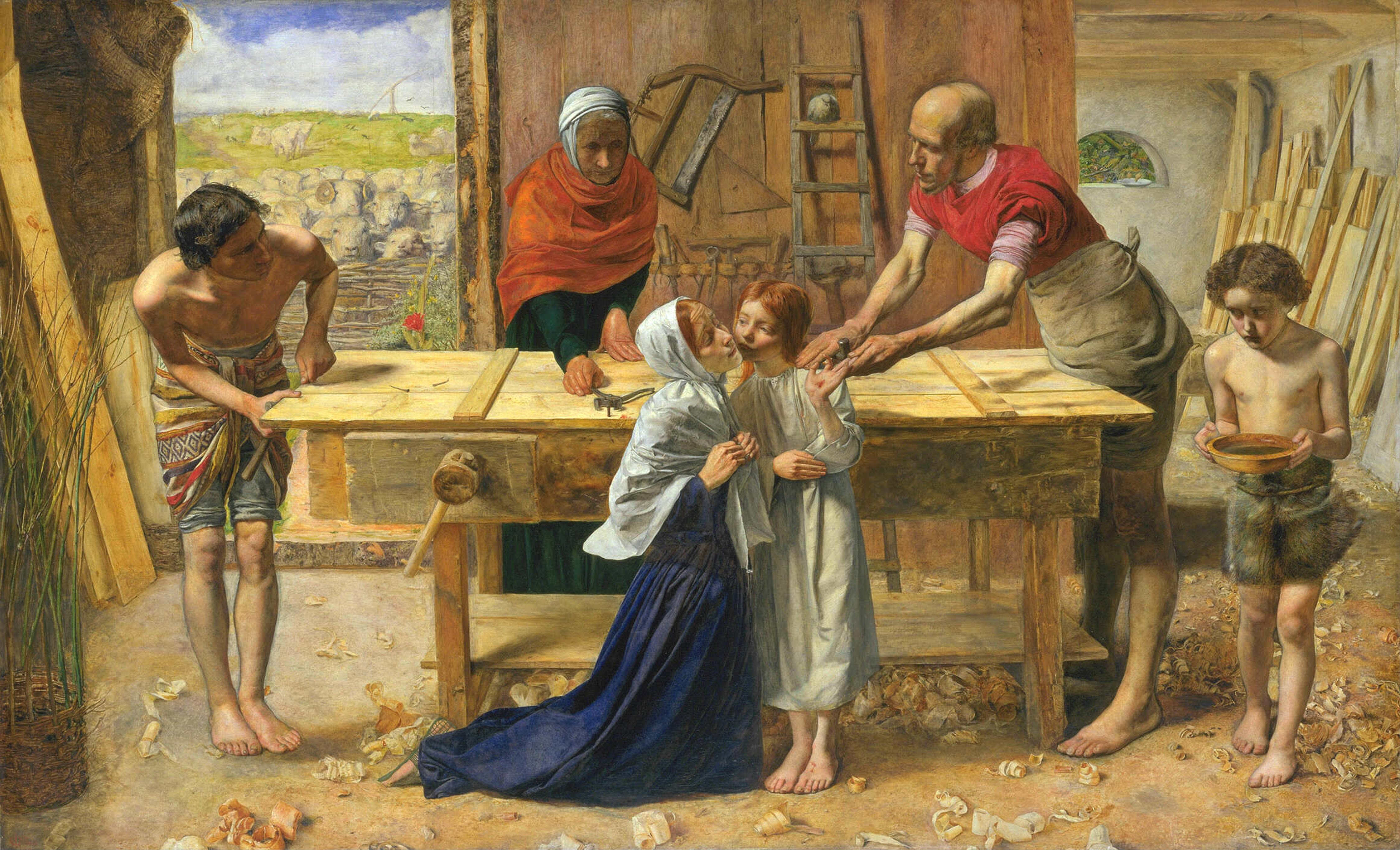
John Everett Millais, Christos în casa părinților săi, 1854-1860, Tate Britain, Londra
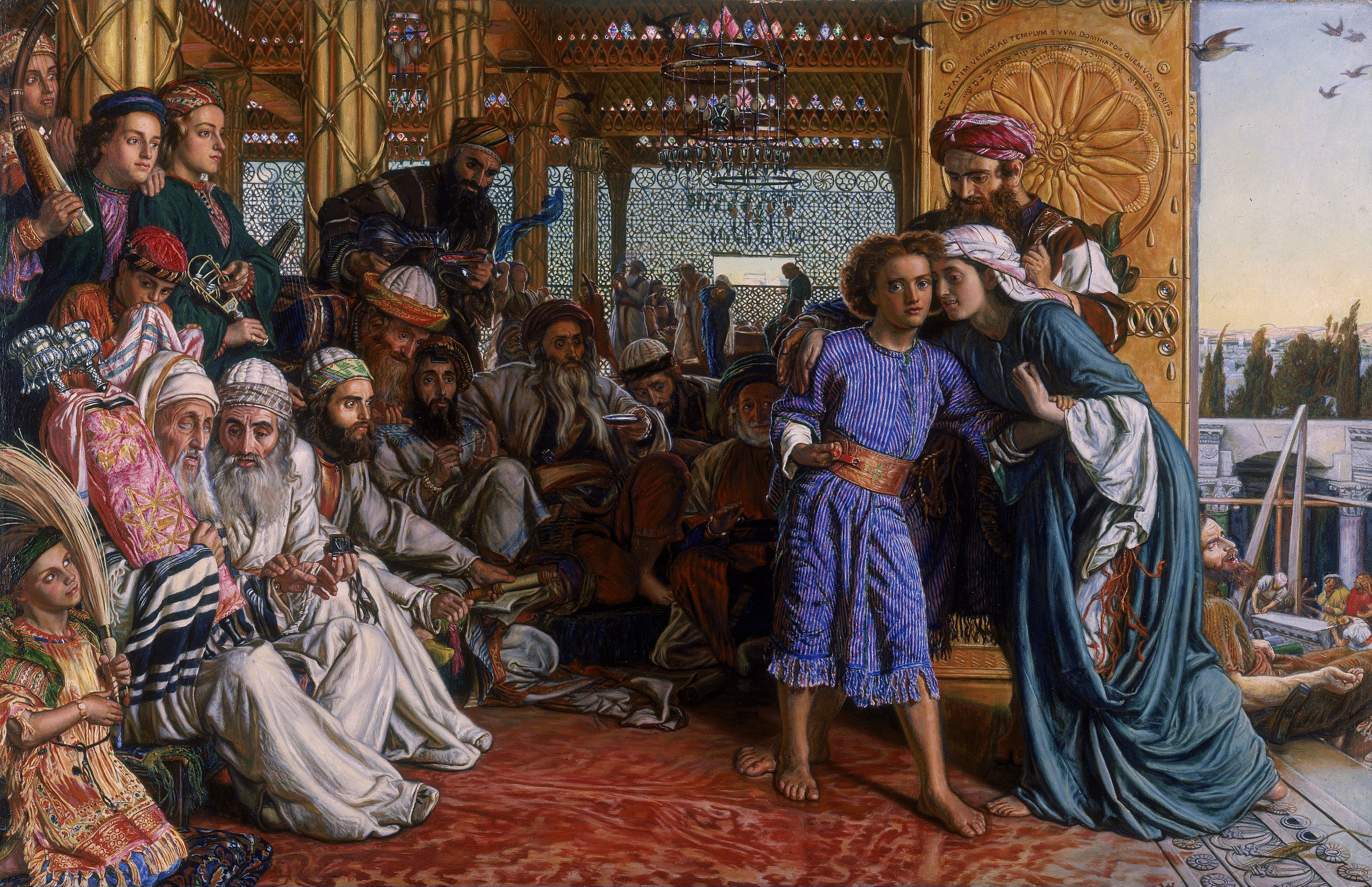
William Holman Hunt, The Finding of the Savoiur in the Temple, 1854-1860, Birmingham Museum & Art Gallery, Birmingham
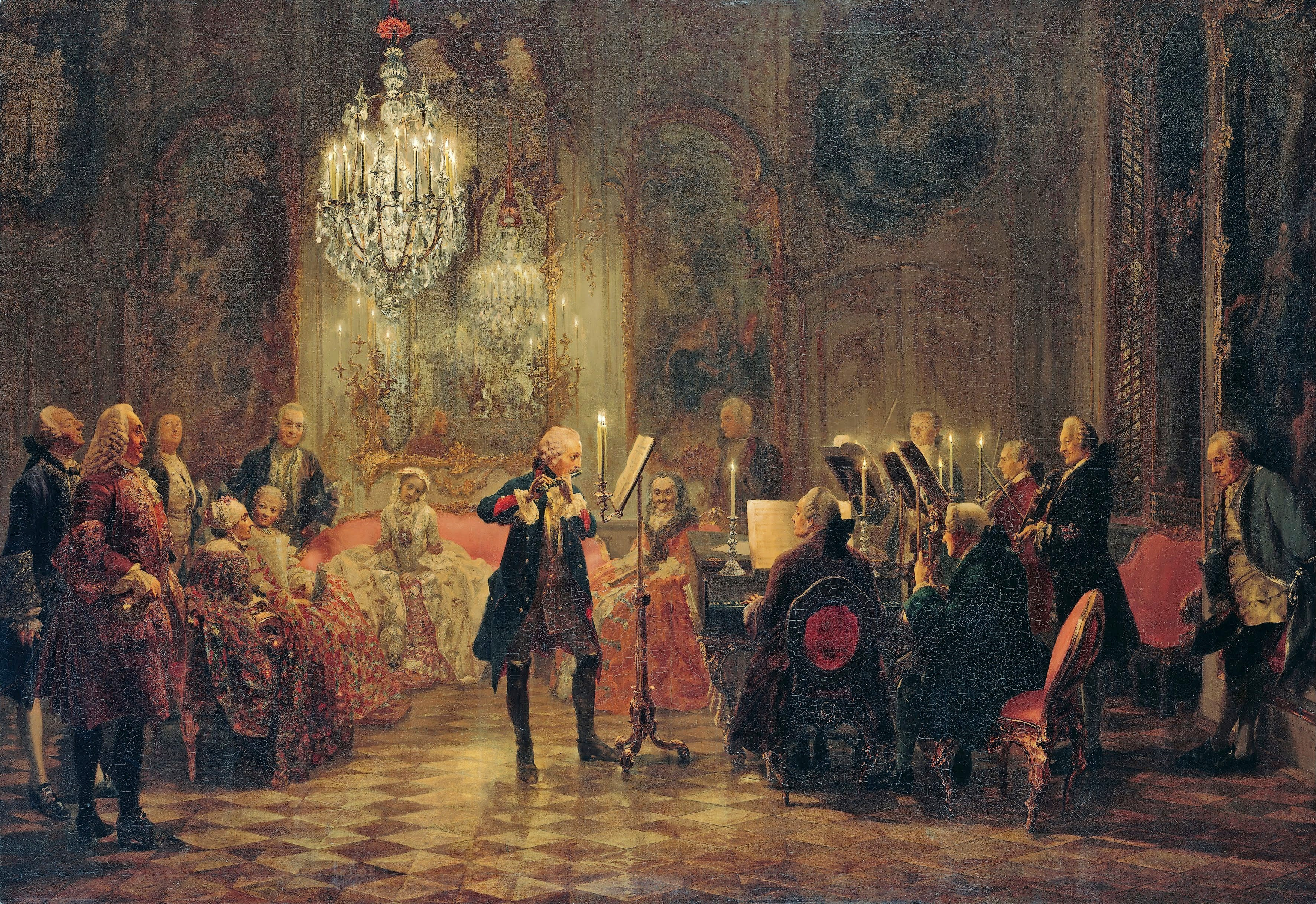
Adolph Menzel, "Concertul de flaut al lui Frederic cel Mare", cca. 1852
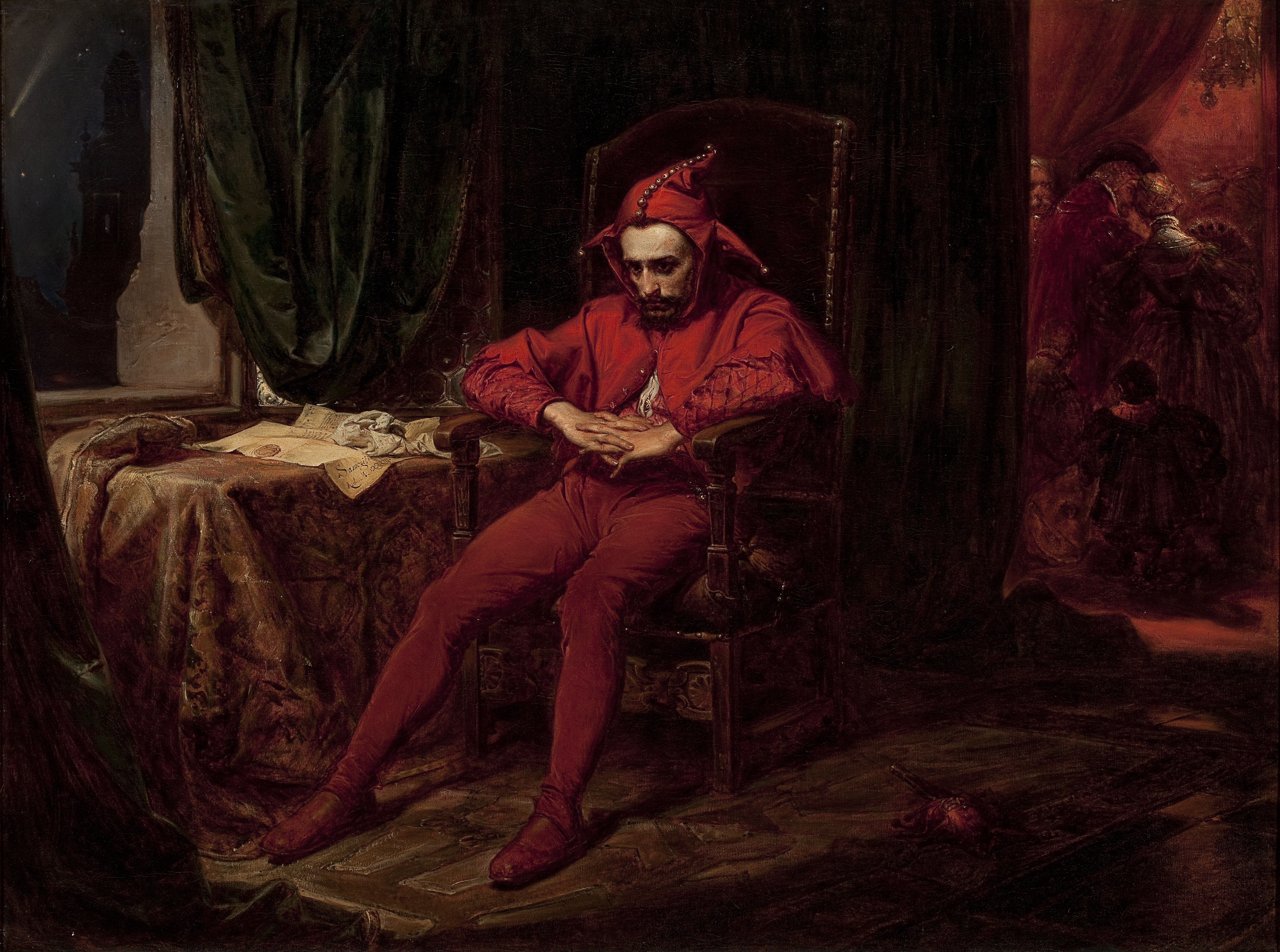
Jan Matejko, Bufonul Stanczyk, 1862, Muzeul Național din Varșovia
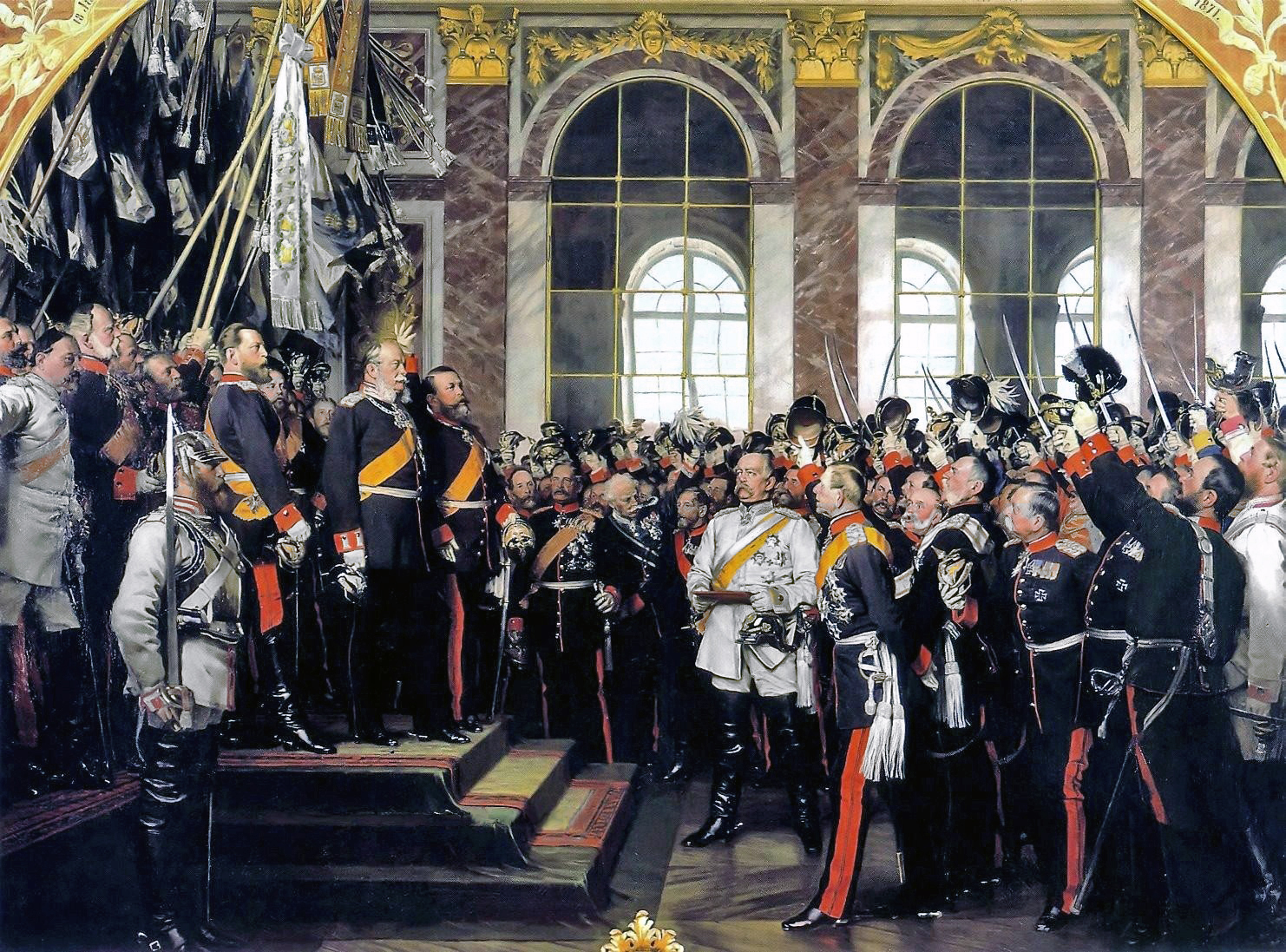
Anton von Werner, Proclamarea Imperiului German, 1885
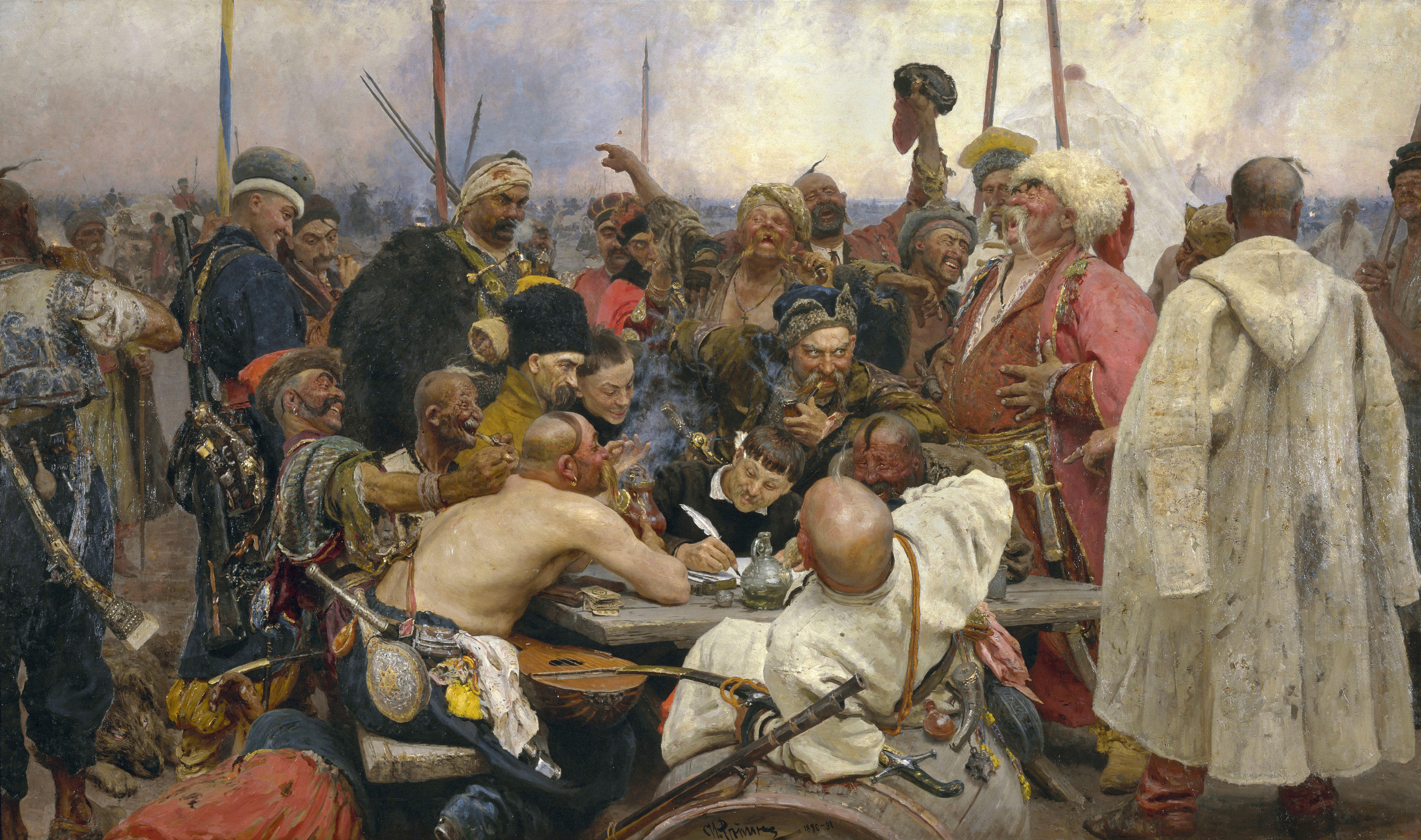
Ilya Repin, Răspunsul cazacilor zaporojeni , 1880-1891, Muzeul Rus de Stat, Sankt Petersburg
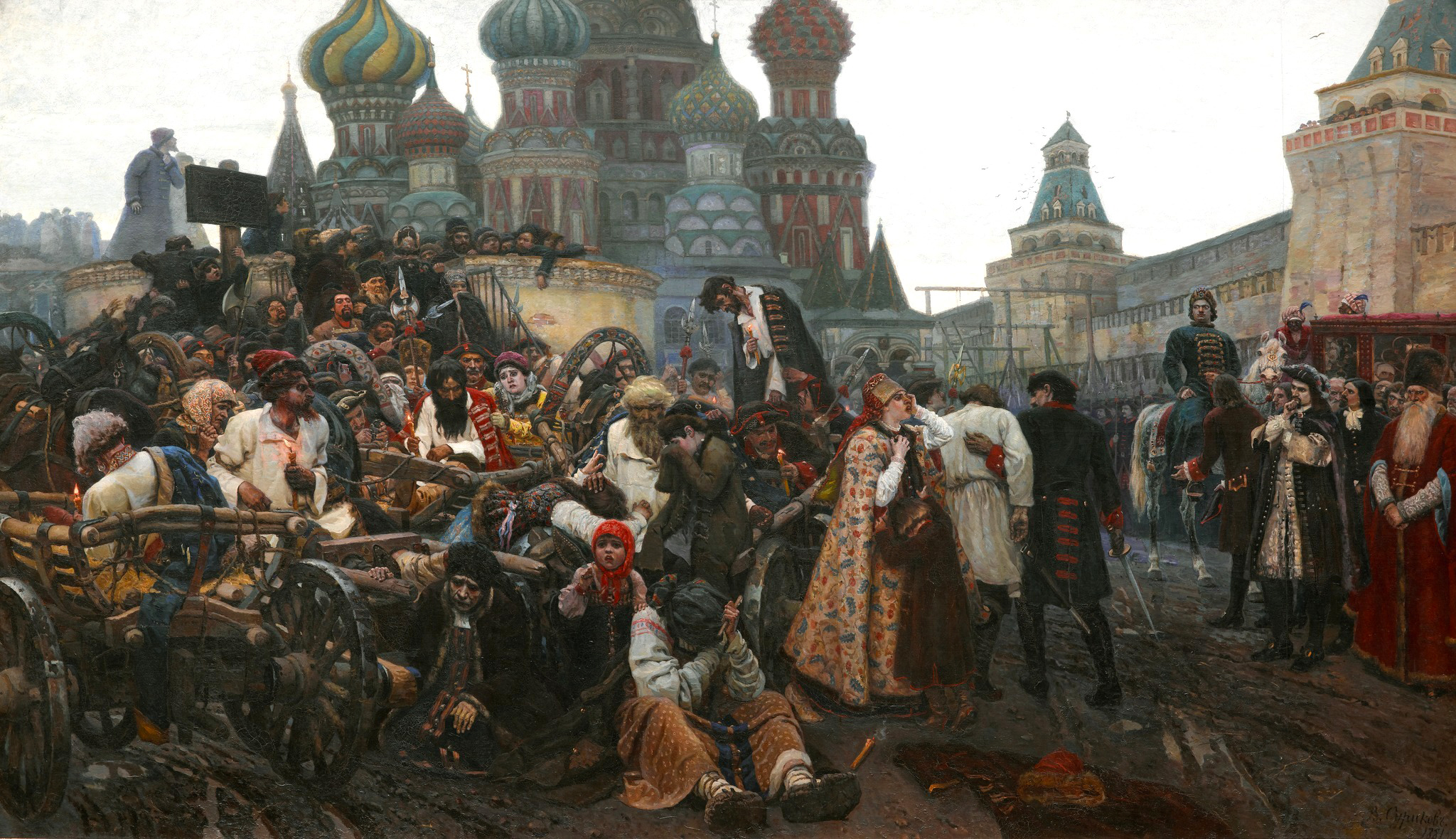
Vasily Surikov, Dimineaţa execuţiei unui Streltsy,  1881, Galeria Tretyakov, Moscova
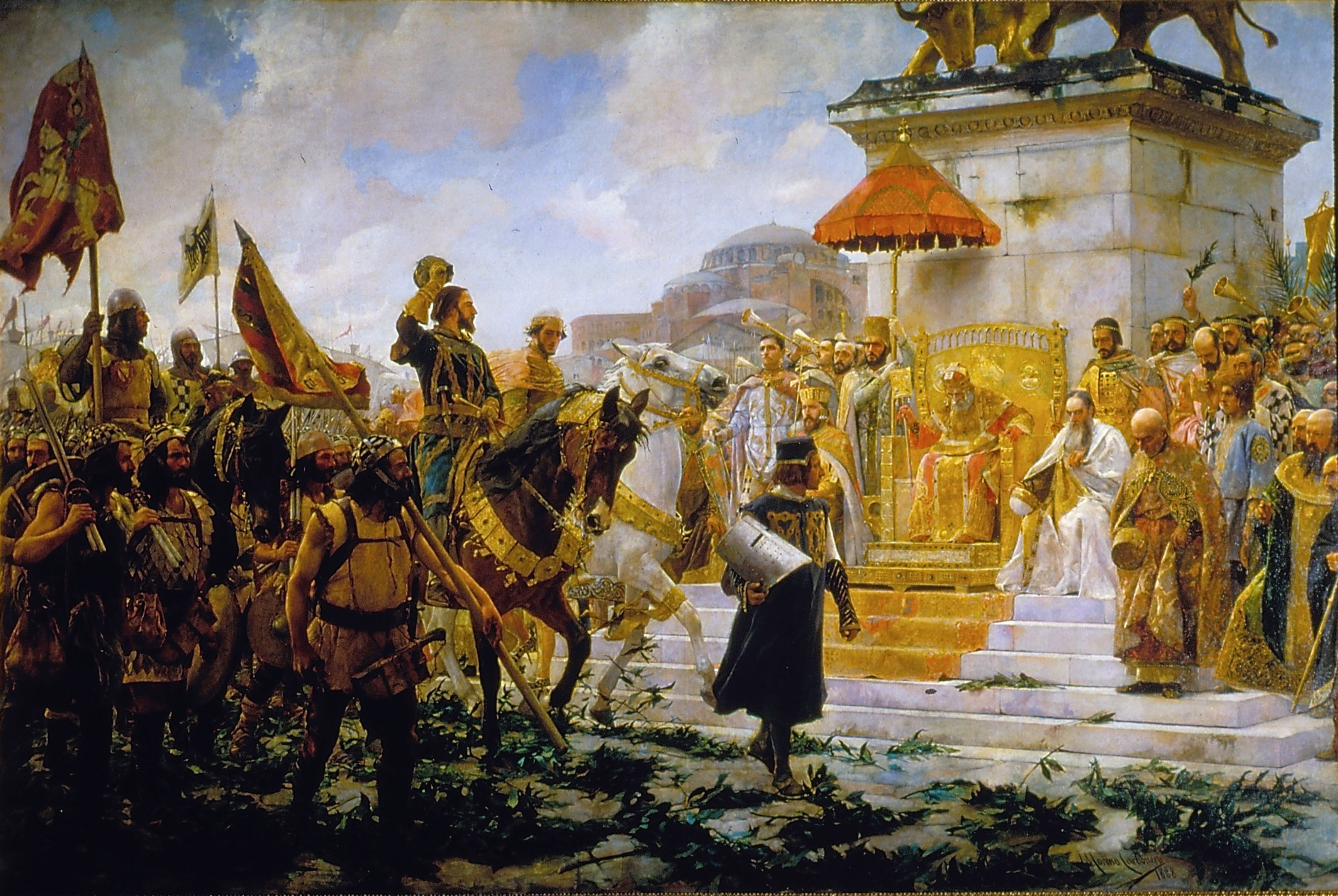
José Moreno Carbonero, 1888, Entry of Roger de Flor in Constantinople , Palatul Senatului, Madrid

## Vezi și
- Clasicismul
- Lista artiștilor orientaliști
- Pictură
- Pictura pe pânză de păianjen
- Istoria picturii